# Leonardo da Vinci
Leonardo di ser Piero da Vinci (Anchiano, 1452. április 15. – Amboise, 1519. május 2.) itáliai polihisztor, festő, tudós, matematikus, mérnök, feltaláló, anatómus, szobrász, építész, zenész, filozófus  és író volt egy személyben.
Míg hírneve kezdetben festőművészetén nyugodott, napjainkban főleg jegyzetfüzeteivel vált ismertté, ahol a tudományos vizsgálódás szellemében és a találékonyságával tervrajzokat és feljegyzéseket készített a legkülönfélébb témákban, beleértve az anatómiát, géptervezést, csillagászatot, botanikát, térképészetet és paleontológiát is. Széles körben úgy ismerik, mint egy olyan zsenit, akinek intelligenciája talán mindenki másnál nagyobb volt.
Itáliában az „uomo universale”, azaz az univerzális (egyetemes) ember néven is nevezték. Ami megkülönbözteti őt sok híres kortársától, mint Michelangelo, Raffaello vagy Botticelli, az az egyetemessége volt.

## Élete
1452-ben a Vinci melletti Anchianóban született Toszkánában. Mai értelemben véve nem volt családneve, a „da Vinci” vinciből valót jelent. Születésekor teljes neve Leonardo di ser Piero da Vinci volt, ami azt jelenti, hogy Leonardo, Piero vinci jegyző fia.
Szülei nem voltak házasok a születése idején. Apja, a huszonhat éves Ser Piero firenzei közjegyző és földesúr, édesanyja, Caterina pedig fiatal parasztlány volt, aki az egyik helyi előkelő családnál szolgált, és aki röviddel később hozzáment egy kézműveshez.

### Ifjúkora
Leonardo apja családjának birtokán nőtt fel, ahol „törvényes” fiúként kezelték, és az akkor szokásos elemi oktatásban részesült: megtanult olvasni, írni és számolni.
Az 1460-as évek közepén Leonardo családja Firenzébe költözött, amely akkoriban a keresztény humanista gondolkodás és kultúra központja volt.
Művészi hajlamai bizonyára korán megjelentek. 14 vagy 15 éves kora táján,
 apja tanítványként Andrea del Verrocchio, Firenze vezető művészének szobrász-ötvös-festő műhelyébe vitte gyakornoknak, ahol egyfajta „művésziskola" is volt. Itt sajátította el a vonalas rajz (tulajdonképp a vázlatkészítés), a festészet és a szobrászat alapvető technikáit.
17 éves korára inas lett, és hét évig képzésben maradt. További híres festők, akik a műhelyben tanultak vagy kapcsolatban álltak vele, többek között Ghirlandaio, Perugino, Botticelli és Lorenzo di Credi. Leonardo egyrészt elméleti képzésben, másrészt gyakorlati képesítésben részesült, ideértve a rajzolást, a kohászatot, a fémmegmunkálást, a gipszöntést, a bőrmegmunkálást, a mechanikát és a famegmunkálást, valamint a művészeti ismereteket (rajz, festés, szobrászat és modellezés).
1472-ben, húszévesen szabadult fel, ekkor írták be a festők névjegyzékébe, a Szent Lukács Testvériség tagjai közé. Ettől kezdve joga volt önálló megbízásokat elfogadni, de még pár év múlva is Verrocchio műhelyében dolgozott és a házánál lakott. Ott maradt a műhelyben a vele együtt felszabaduló Perugino és Botticelli is.
1472-re datálható első, teljes bizonyossággal neki tulajdonítható rajza is, amely az Arno folyó völgyét ábrázolja.
Legkorábbi ismert festménye a Verrocchioval való együttműködés eredménye, és a Krisztus megkeresztelése címet viseli. Bár egyes művészettörténészek Verrocchio műhelyének más tagjai munkáját is felismerik a festményen. A képen Jézus Keresztelő János általi megkeresztelkedése látható, amint azt a bibliai evangéliumok rögzítik. 
A munkájuk angyalfigurája (egyesek szerint saját gyermekkori önarcképe) és háttere (tájkép).

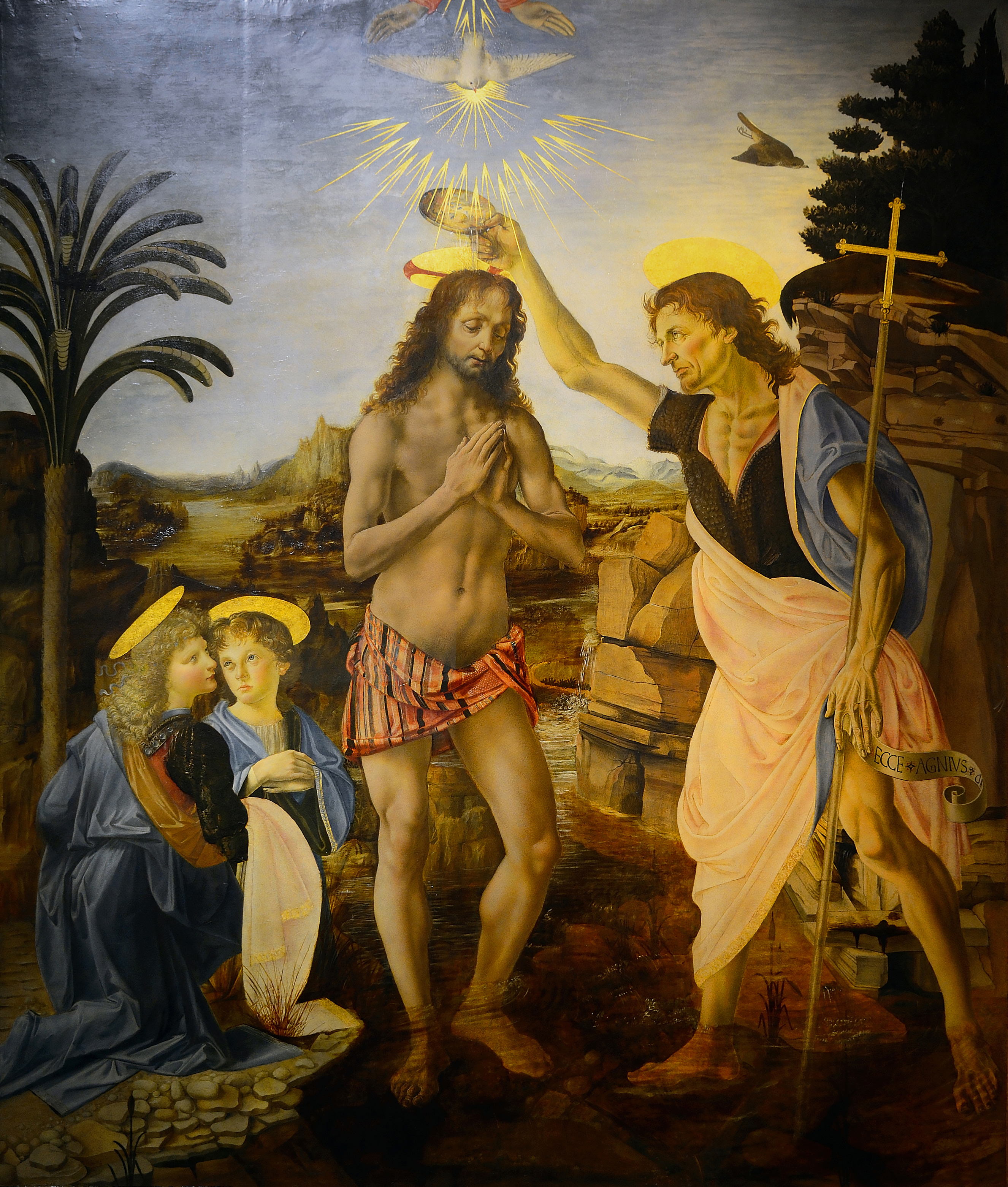
A Krisztus megkeresztelése című festmény (1475 k.)
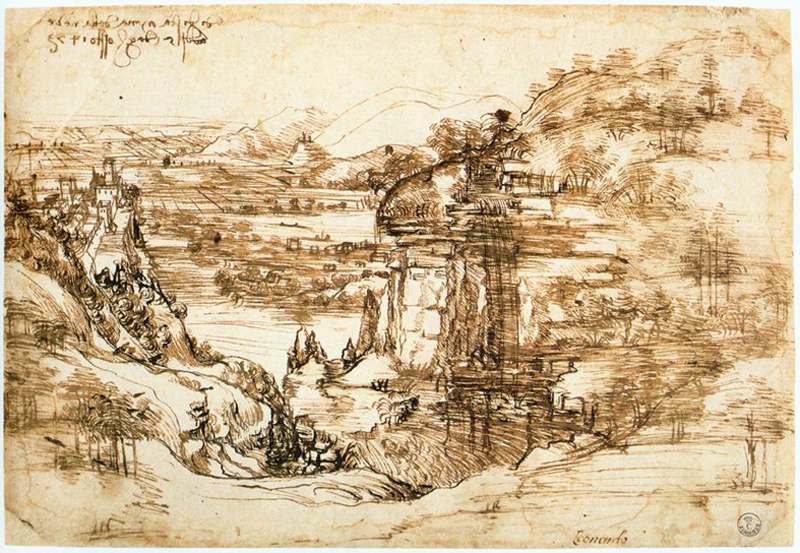
Az Arno-völgy (1472-73 k.)
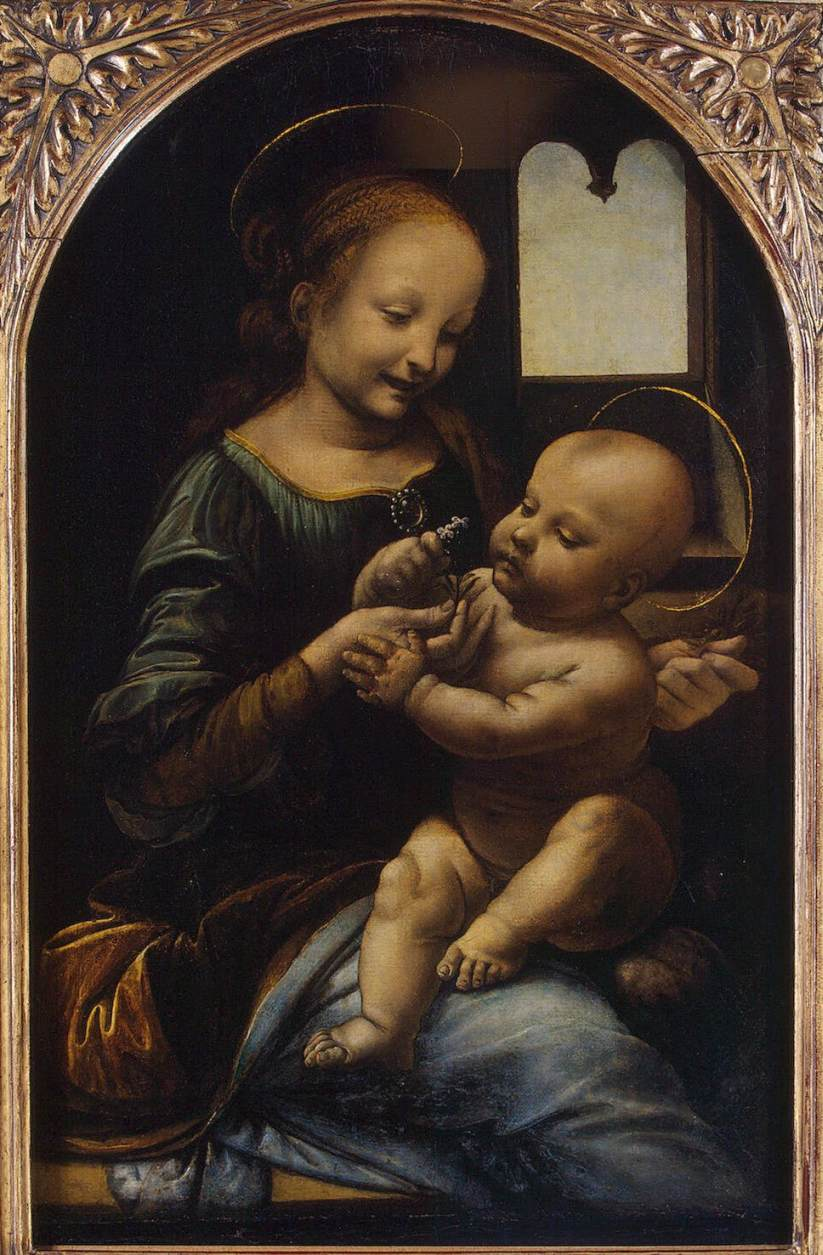
Benois Madonna, (1478-1480 k.)

### Független mesterként Firenzében

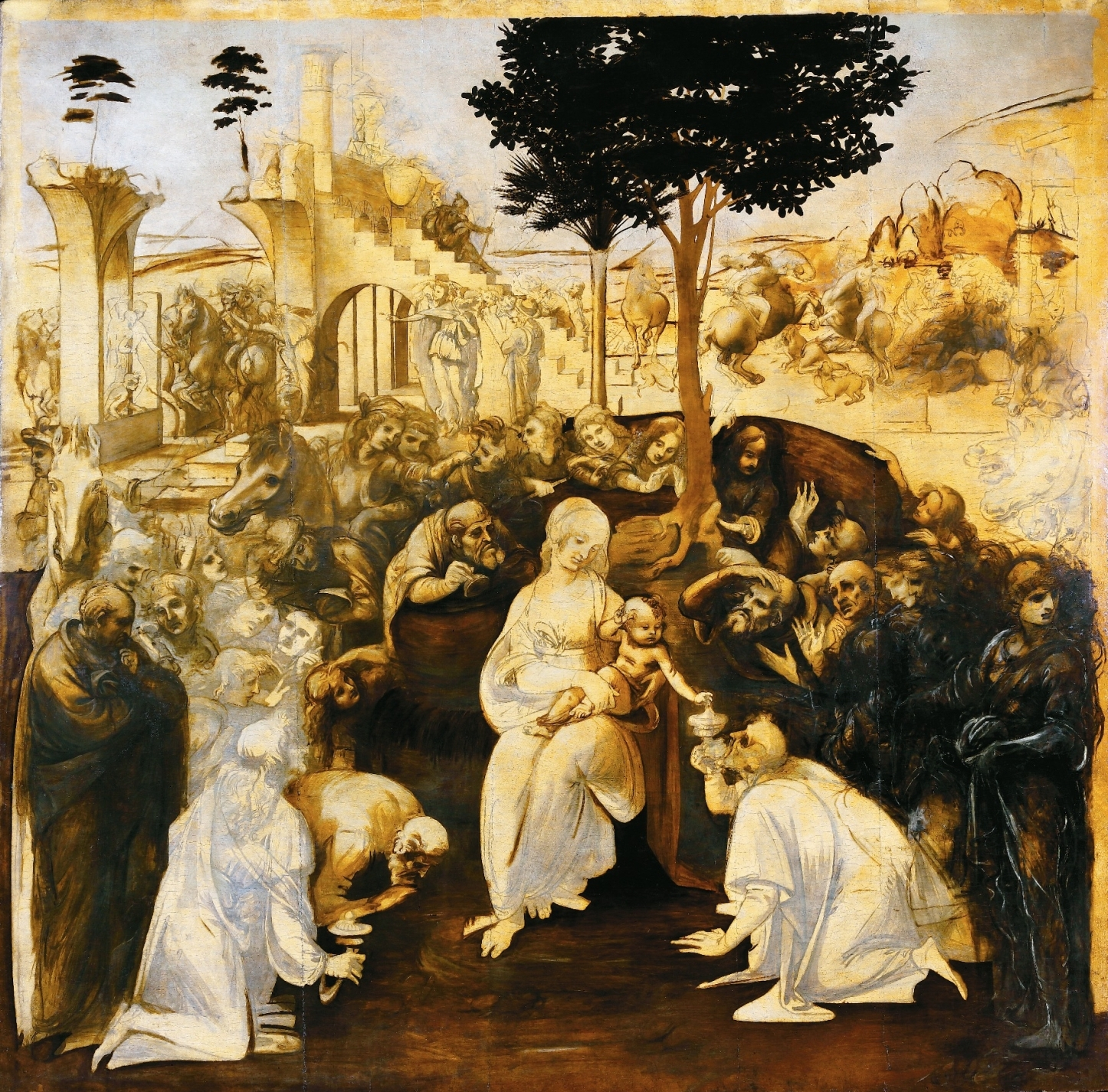
A Háromkirályok imádása című festménye

1478 körül felállította a saját műtermét.
Az egyre sikeresebb ifjú festőt 1478-ban bízták meg a firenzei Palazzo Vecchio Szt. Bernát (San Bernardo) kápolnája oltárképének megfestésével, ezzel már jelezve, hogy független Verrocchio műtermétől.
Egy életrajzíró, akit Anonimo Gaddiano néven ismernek, azt állítja, hogy 1480-ban Leonardo a Mediciekkel élt, és gyakran dolgozott a firenzei Piazza San Marco udvarában.
1481-ben újabb jelentős egyházi megbízást kapott San Donato in Scopeto szerzeteseitől egy oltárkép elkészítésére, ez lett az ún. A királyok (bölcsek) imádása vagy más átfordításokban A Háromkirályok imádása (L'Adorazione dei Magi).
Miközben önálló mesterként dolgozott Firenzében, rajzok is fennmaradtak ebből az időszakból, köztük számos műszaki vázlat, például szivattyúk, katonai fegyverek, mechanikus eszközök, amelyek mutatják a műszaki kérdések iránti érdeklődését és ismereteit már a pályafutása elején.
Felajánlotta szolgálatait Milánó Ludovico Sforza hercegének. A hozzá írt levélben azt írta, hogy komolyabb eredményt érhet el a mérnöki és fegyvertervezési területen, a festői és szobrászati képességének megemlítésével együtt.
| Kegyelmes Uram! Miután immár eléggé megismerkedtem mindazoknak a készítményeivel, akik a hadi szerszámok előállítása terén mestereknek vallják magukat és azt tapasztaltam, hogy a nevezett szerszámok szerkezete és működésük módja semmiben sem tér el az általában használatos szerszámokétól, arra fogok törekedni — anélkül, hogy bárkit is ócsárolnék, — hogy Kegyelmességednek előadva az ügyet, titkaimat feltárjam és egyúttal felajánljam mindazokat a dolgokat, amelyeket alább röviden fölsorolok és amelyek Kegyelmességed tetszése szerint adandó alkalommal fölhasználhatók. 1. Igen könnyű, erős és rendkívül könnyen szállítható hidakat készítek, amelyekkel üldözni lehet az ellenséget, vagy akár visszavonulni is előle és más, tűzben és csatában biztos és megtámadhatatlan hidakat, amelyek könnyen összeállíthatók és szétszedhetők. El tudom égetni és pusztítani az ellenség hídjait is. 2. Tudom, hogyan lehet valamely hely ostrománál az árkokból a vizet levezetni és ezerféle hidakat, pallókat, hágcsókat és az ostromhoz szükséges egyéb szerszámokat készíteni. 3. Továbbá, ha a part magasságánál, az elhelyezésnél vagy erősségnél fogva valamely helyet nem lehetne bombázással megostromolni, ismerek olyan eljárást, amellyel romba lehet dönteni bármely sziklavárat vagy más erősséget, még ha sziklán épült is, stb. 4. Készítek ostromágyúkat, amelyek igen kényelmesen és könnyen hordhatók. Mintegy zivatar módjára apró köveket lehet velük hajítani és füstjeikkel megrémítve az ellenséget, nagy kárt és zavart okoznak soraiban. 5. Továbbá ismerek aknákat és titkos, tekervényes folyosókat, amelyeket minden zaj nélkül egy kijelölt pontra lehet vezetni, még akkor is, ha árkok vagy folyó alatt kellene elhaladni. 6. Készítek azonkívül fedett, biztos, sőt megtámadhatatlan szekereket, amelyek ütegeikkel behatolva az ellenség soraiba, a katonák még oly nagy tömegét is szétzúzzák. Ezek mögött a szekerek mögött a gyalogság teljesen sértetlenül és minden akadály nélkül haladhat. 7. Ha szükséges, készítek ostromágyúkat, mozsárágyúkat és tábori ütegeket is, a legszebb és legalkalmasabb formában, az ismertektől eltérő módon. 8. Ahol a bombákat nem lehet használni, szerkesztek hajítógépeket, faltörőket és egyéb, csudálatos hatású és egészen ismeretlen készülékeket. Szóval, a fölmerülő esetek változatosságainak megfelelően változatos és végtelen módjait tudom a támadásnak és védekezésnek. 9. Ha pedig tengeren volna az ütközet, erre a célra is sokféle védő és támadó szerszámot tudok készíteni és hajókat, amelyek még a legnagyobb bombázásnak is képesek ellenállani és port és füstöt idéznek elő. 10. Béke idején pedig — azt hiszem — tökéletesen eleget tehetnék és bárkivel is kiállnám az összehasonlítást az építészetben, nyilvános és magánépületek tervezésében, valamint a víznek egy helyről a másikra való vezetésében is. Továbbá a szobrászat terén — akár márványból, akár bronzból vagy agyagból, — nemkülönben a festészetben is bármit elkészítek és mindenkivel kiállom a versenyt, akárki legyen is. El lehetne azonkívül készíteni a bronz lovasszobrot is, amely halhatatlan dicsőségére és örök becsületére fog válni Kegyelmességed atyja urának és a fenséges Sforza-háznak. |

### Milánóban (1482–1499)
1482 tavasza és nyara között már Milánóban tartózkodott, azon népes európai városok egyikében, amelyek népessége meghaladta a százezer főt. Elnyerte ugyanis Ludovico Sforza herceg udvari tudósának és művészének állását. Ludovico tudósokat, művészeket gyűjtött maga köré, s talán övé volt egész Európában a legfényesebb udvar.
Leonardo ekkor harminc éves volt. 17 évet töltött Milánóban, egészen Ludovico Sforza 1499-es trónfosztásáig. Az udvari háztartás könyvében pictor et ingeniarius ducalis („a herceg festője és mérnöke”) néven szerepelt.
A herceg megbízta apja, Francesco Sforza herceg lovasszobrának megformálásával is, de csak a mű hatalmas agyagmodellje készült el (1493-ban), amelyet aztán a Milánót megszálló francia katonák 1499-ben elpusztítottak. A szobor makettje ma a Szépművészeti Múzeumban látható.

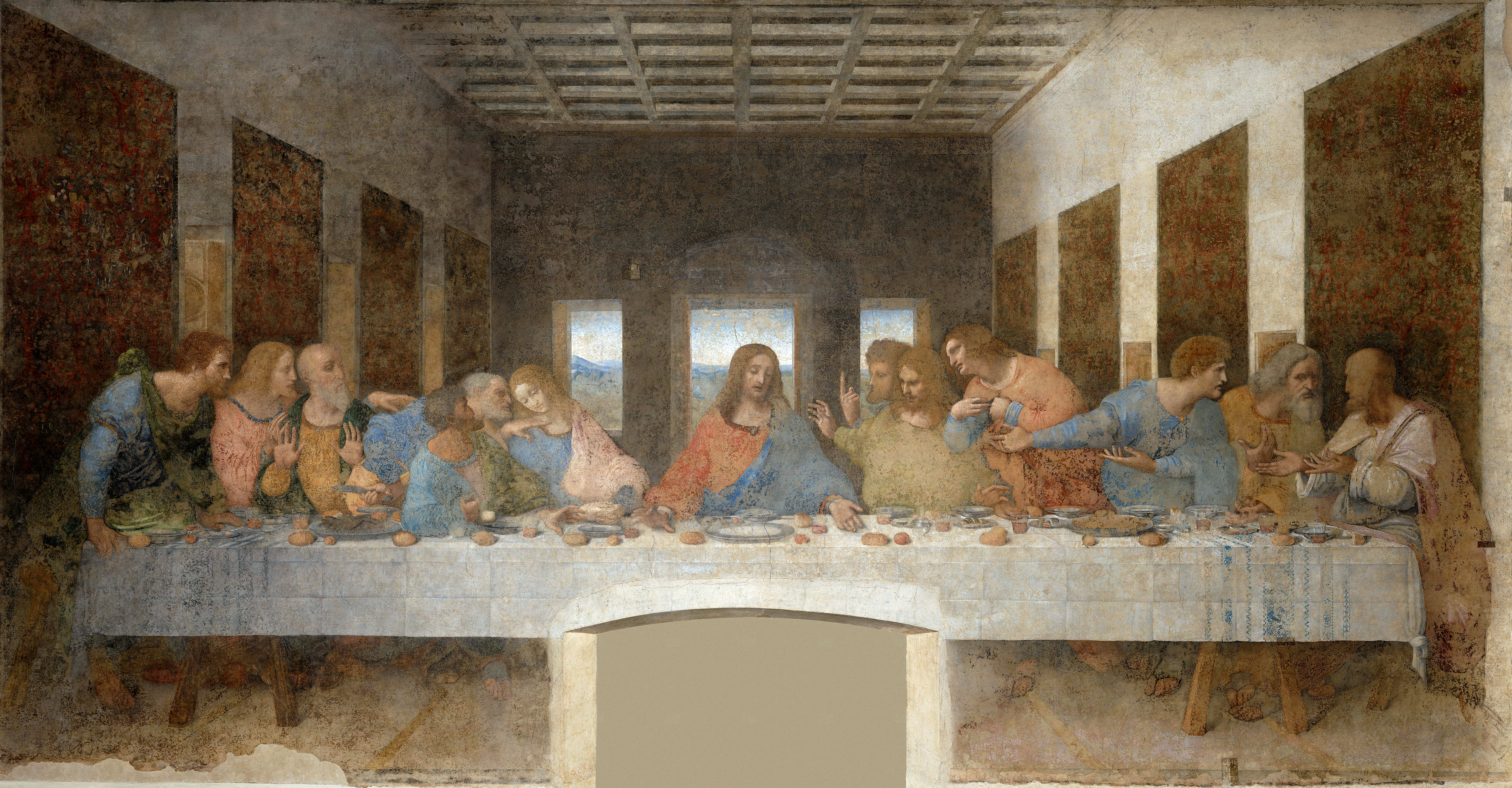
Az utolsó vacsora (1498). A milánói Santa Maria delle Grazie-templomban látható

Mesterművészként Leonardo kiterjedt műhelyt tartott fenn Milánóban, ahol inasokat és diákokat alkalmazott. A tanítványai között volt ekkor Giovanni Antonio Boltraffio, Ambrogio de Predis, Bernardino de' Conti, Francesco Napoletano, Andrea Solari, Marco d’Oggiono és Salaì.
Éveken át elhalmozták megrendelésekkel: ezek közül a legjelentősebb a Santa Maria delle Grazie-kolostor refektóriumában megfestett freskója, „Az utolsó vacsora”, amellyel 1498-ban készült el. E freskót azonnal a téma legtökéletesebb megjelenítéseként kezdték méltatni. Elkészülése óta a nyugati világ főműveként tekintették. Nem csupán a mesteri módon felépített jelenetek miatt, hanem azért is, mert a kompozíció, a színhasználat a megvilágítás, az egyes alakok tartása és mozdulata is a bibliai szavakra utal: „Ma közületek egy elárul engem”.
Festőként hat művet készített a milánói 17 év alatt. (A korabeli források szerint további három kép elkészítésével bízták meg, de ezek az alkotások azóta eltűntek, vagy soha nem készültek el.) 
A 16. századi művészettörténész, Giorgio Vasari leírása alapján nagyszerű muzsikus is volt: miután Leonardo megérkezett, részt vett egy zenei versenyen egy lanttal, „amivel felülmúlta az összes zenészt, aki összejött játszani”. Ezt a lantot, – írja Vasari, – maga Leonardo készítette ezüstből, lófej alakúra és „édesebben zendült minden más hangszernél”.

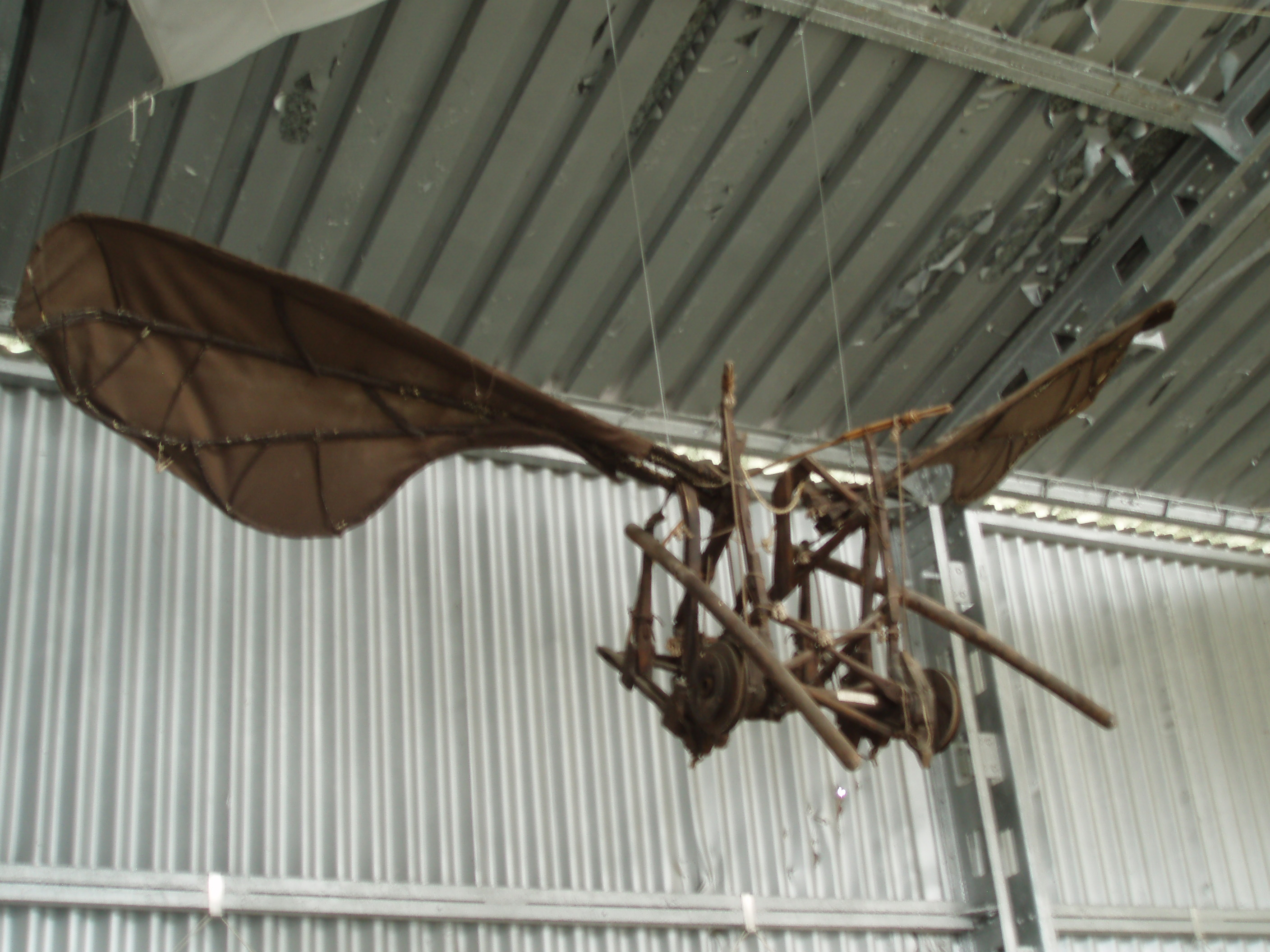
Az ornithopterének Kassán kiállított másolata

Műszaki tanácsadóként is gyakran fordultak hozzá az építészet, az erődítmények és a katonai kérdések terén, valamint vízügyi és mechanikai mérnökként tevékenykedett.
Még 1485-ben elkezdte tanulmányozni a madarak repülését. Tudta, hogy az emberek túl nehezek és nem elég erősek ahhoz, hogy egyszerűen a karjukhoz rögzített szárnyakkal repüljenek. Ezért olyan vázlatot készített, amelyben egy ember egy deszkára fekszik, és két nagy, hártyás szárnyat működtet kézi karok, lábpedálok és egy tárcsarendszer segítségével. Ez lett az ornithopter, a csapkodó szárnyú légi jármű terve. Sok rajzot és modellt készített ilyen repülőgépekről a 15. század végén.

Hölgy hermelinnel (1485), Czartoryski Múzeum, Krakkó
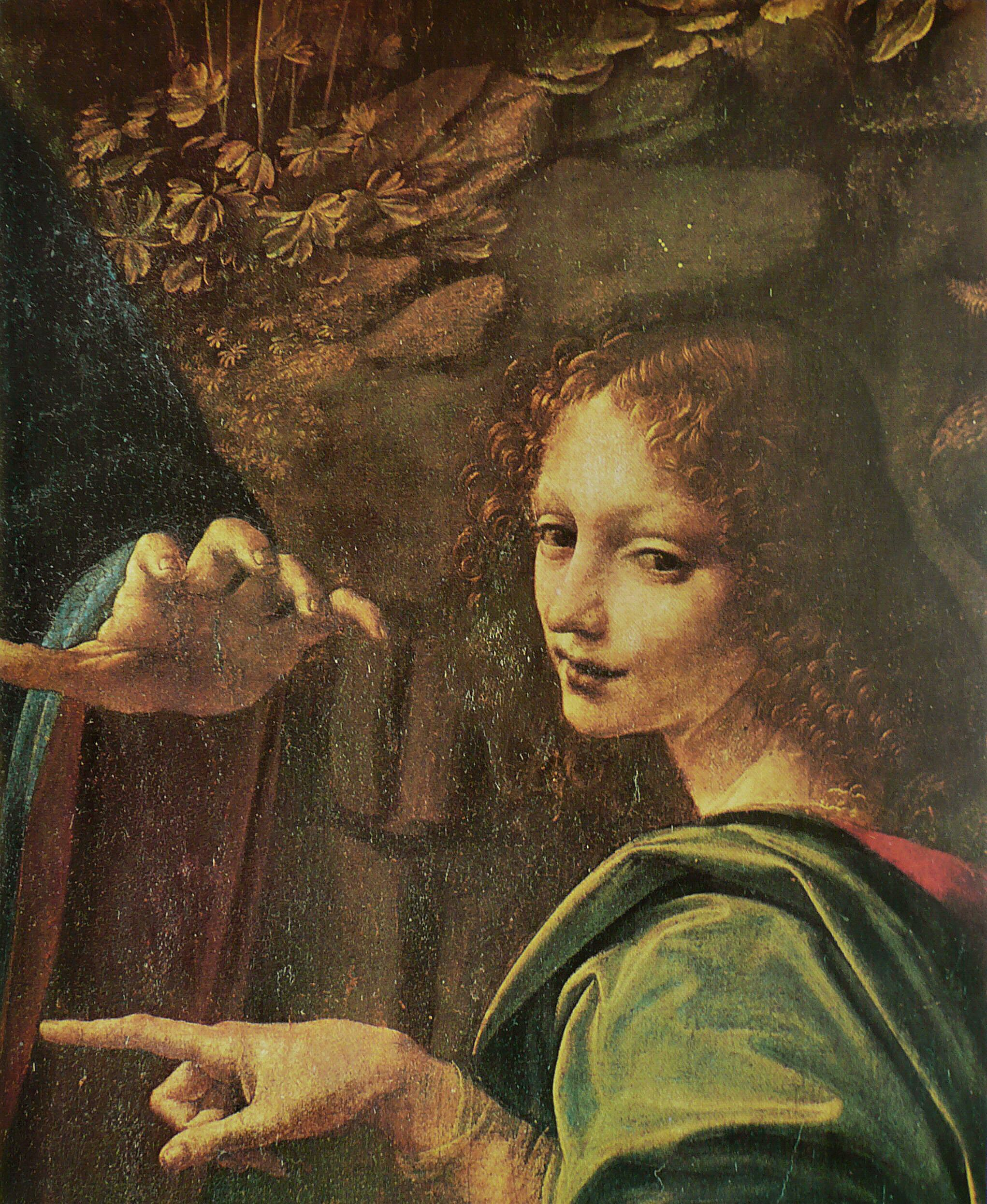
Sziklás Madonna (első változat, 1486 körül), (részlet), Louvre, Párizs
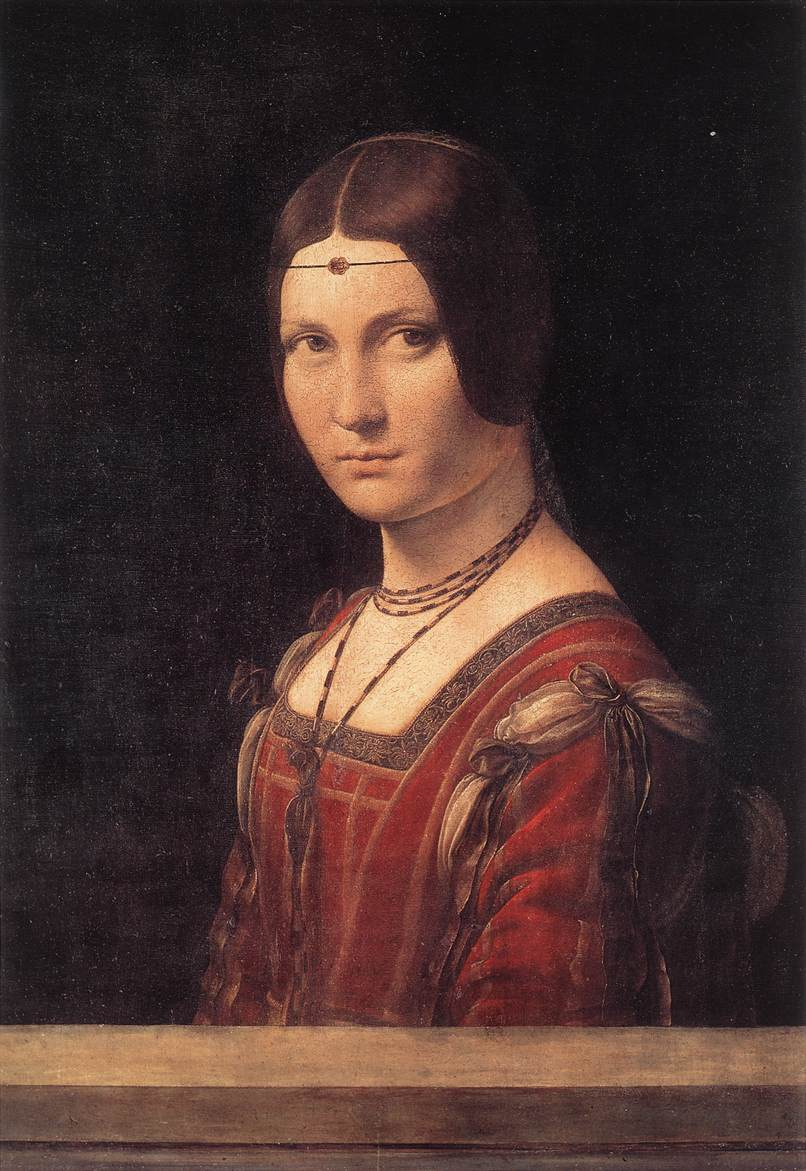
Belle Ferronnière (1490–1495), Louvre, Párizs

### Második firenzei korszaka

Mona Lisa (1503–1506), Louvre, Párizs

1499 decemberében vagy legkésőbb 1500 januárjában, nem sokkal azután, hogy a franciák győztesen bevonultak Milánóba, elmenekült onnan barátja, Salai és Luca Pacioli társaságában. 1500 februárjában Mantovában járt, majd márciusban Velencébe ment. Ott katonai építészként és mérnökként dolgozott, és módszereket dolgozott ki a város megvédésére a tengeri támadásoktól. A Signoria (kormányzótanács) tanácsot kért tőle, hogy hárítsa el a török fenyegetést Friuliban. Velencéből aztán visszatért Firenzébe, ahol hosszú távollét után elismeréssel fogadták és hírneve itt érte el tetőfokát.
1502-ben Cesare Borgia, VI. Sándor pápa fia szolgálatába állt, ahol építészként és hadmérnökként tevékenykedett, és patrónusával Itália-szerte utazott. Vele tartott a romagnai hadjáratban is. Ebből az időszakból származnak közismert erődítmény- illetve hadigépezet-vázlatai.
1503-ban elkezdte festeni a Mona Lisát (la Gioconda). A munka egészen 1506-ig húzódott, a hagyomány szerint a hároméves alkotómunkából két évet vett el Mona Lisa híres mosolyának megalkotása – ennyit tépelődött Leonardo a mosoly kialakításán. Ezzel párhuzamosan dolgozott a Palazzo Vecchio tanácstermében az Anghiari csata című freskón, amelynek megfestésére a firenzei köztársaság kérte fel. A festmény később a helytelennek bizonyult, viaszos alapozás miatt tönkrement, koncepcióját csak a kartonjairól készített másolatokból ismerjük.
Úgy tűnik azonban, sokkal inkább a matematikai tanulmányokra koncentrált, mint a festészetre, továbbá újult érdeklődéssel fordult a geológia és az anatómia felé. 1503 tavaszán visszatért Firenzébe, hogy olyan projektet készítsen, amely az Arno folyót Pisa mögé akarta terelni, hogy a firenzeiek ostroma alatt álló várost megfosszák a tengerhez való hozzáféréstől.
1506-ban Charles d’Amboise marsall, a Milánói Hercegség francia kormányzója Milánóba hívta Leonardót, aki 1507–1508-ban itt festette a Sziklás Madonna egyik változatát és a Szent Anna harmadmagávalt. D’Amboise marsall megrendelésére Leonardo vízvezetékeket és új kormányzói palotát is tervezett. Egyik korai, 1478–1482 között készült táblaképét, a Madonna virággalt (Madonna Benois) D’Amboise megvásárolta. 1511-ben Leonardo a kormányzó megbízásából nekifogott Francesco Sforza lovasszobra elkészítésének, de a kormányzó elhunyta és a háború kiújulása miatt sosem fejezhette be.
A 16. század elején a második firenzei időszak is az intenzív tudományos tanulmányozás időszaka volt. A Santa Maria Nuova betegházban boncolást végzett, az emberi test felépítését és működését tanulmányozta.

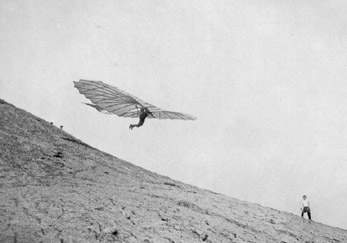
Otto Lilienthal siklórepülésben

Különös figyelmet szentelt továbbá a repülés tanulmányozásának, egy tucatnyi rajz készítése után megtervezte legfejlettebb repülő gépét: a Nagy Sárkányt.
A 19. században Otto Lilienthal (1848–1896) a repülés feltalálója a madarak repülését utánzó siklórepülőket tervezett és készített, valószínűleg ugyanazt az elemzési és kísérletezési módszert alkalmazva, mint egykor Leonardo.
Leonardo repülési tanulmányai részben milánói tartózkodásának első, 1486 és 1490 közötti időszakára, részben firenzei tartózkodásának második időszakára nyúlnak vissza.
A feltételezések szerint egyik kísérője, Tommaso Masini, gyakorlatban is próbált repülést végezni a Fiesole dombjáról, de nem járt sikerrel: úgy tűnik, hogy a szerencsétlen áldozat katasztrofálisan leesett, még a lábát is eltörte.
Soha nem fejezte be repülésről szóló tanulmányát, de 1505-ben összeállította a madarak repüléséről szóló vizsgálatát és a következő években tovább fejlesztette a madarak anatómiájával és a légellenállással, majd 1515 körül a súlyok esésével és a levegő mozgásával foglalkozó tanulmányait.

### Második milánói korszak (1508–1513)
Firenzében Leonardo kezdett hízelegni Milánó francia kormányzójának, Charles d'Amboise-nak, aki már 1506-ban arra buzdította őt, hogy lépjen XII. Lajos francia király szolgálatába. A következő évben maga a király volt az, aki kifejezetten kérte őt, és végül beleegyezett, hogy 1508 júliusától visszatér Milánóba. A második milánói tartózkodás 1513-ig tartott, néhány utazást kivéve.
Ebben a második milánói időszakban festőként nagyon keveset alkotott. Ismét tanítványokat gyűjtött maga köré. Régebbi tanítványai közül Bernardino de' Conti és Salai ismét a műtermében voltak; de új diákok érkeztek, köztük Cesare da Sesto, Giampetrino, Bernardino Luini és a fiatal Francesco Melzi aki a leghűségesebb barátja és társa maradt a haláláig.
Ebből az időszakból készült festménye a Predissel együttműködve készült Sziklás Madonna második változata. Munkájában ezentúl geológiai, vízrajzi és városrendezési problémákkal foglalkozott.
1509 tavaszán azt írta, hogy megoldotta a kör négyzetre emelésének problémáját, és a következő évben a Paviai Egyetem fiatal professzorához ment anatómiát tanulni.
1511-ben meghalt a patrónusa, Charles d'Amboise, majd a következő évben a Szent Liga új háborúja kiűzte a franciákat Milánóból, és a város visszakerült a Sforzákhoz.

### Római évek (1514–1516)

Leonardo egyik legismertebb festménye: Keresztelő Szt. János (1513–1516), Louvre, Párizs

A milánói helyzet bizonytalanságában 1514-ben Rómába indult és magával vitte legközelebbi tanítványait, Melzit és Salaìt is. Rómában X. Leó pápa Raffaello és Michelangelo mellett Leonardót is foglalkoztatni szerette volna és szállást kapott a vatikáni apartmanokban. Az itt eltöltött három éve alatt a pápa öccse, Giuliano de’ Medici támogatta, gondoskodott róla.
Rómában a tudományos, mechanikai, optikai és geometriai tanulmányainak szentelte magát  és kövületek után kutatott a közeli Monte Marion, egyben panaszkodott Giulianonak, hogy megakadályozták abban, hogy anatómiát tanuljon a Santo Spirito betegházban. Foglalkozott a Pontine (Agro Pontino) mocsarainak lecsapolásával, amellyel Giuliano de'Medici bízta meg és a projektet X. Leó pápa 1514 végén hagyta jóvá, de Giuliano és a pápa halála miatt már nem valósult meg.
Giulianóval és a pápával Bolognába utazott, ahol megismerkedett I. Ferenc francia királlyal.
1514 szeptemberétől 1516-ig az ideje nagy részét az Apostoli Palota Belvedere udvarában töltötte, ahol Michelangelo és Raffaello is tevékenykedett.
Vázlatokat készített egy Firenzében megépítendő tágas lakóházhoz a Mediciek számára. Az épület azonban soha nem készült el.
Rómában egy régebbi projektén is dolgozni kezdett, a domború lencsén, amely a napsugarakat egy kis területre koncentrálja, felmelegítve a területet és ezáltal akár a kitett felület meggyulladását is eredményezheti. A projekt azonban több nehézségbe ütközött, főként azért, mert Leonardo nem jött ki a német munkásaival, a tükörszakértőkkel, akiket szándékosan Németországból hoztak be. Ezzel egy időben anatómiai tanulmányait is folytatta. Holttesteket boncolt és jegyzeteket készített a hangszálakról.
Súlyosan megbetegedett, ami a halálához vezető többszörös agyvérzés közül az első lehetett. Mivel igazi megbízásokat nem kapott, így Giuliano halála után nem volt, ami Rómában marasztalja. Egyben úgy döntött, hogy elhagyja Itáliát. Öreg volt már, nyugalomra vágyott és valakire, aki értékeli és segíti.

### Élete alkonyán
1517-ben a Milánót meghódító francia király, I. Ferenc meghívására Franciaországba ment Francesco Melzi és Battista de Vilanis társaságában együtt. A király a Château de Clos-Lucé kastélyban, Amboise közelében lakott. Leonardo Franciaországban eltöltött utolsó évei minden bizonnyal életének legnyugodtabb időszaka volt, és két hűséges tanítványa is segítette, bár legyengítette az idős kor és valószínű agyvérzés, amely megbénította a jobb kezét. De szenvedéllyel folytathatta tanulmányait és a tudományos kutatásait.
Mint a király első festője, mérnöke és építésze cím évenkénti 1000 écu (francia, akkor aranyból vert pénzérme) járadékkal párosult. Leonardo igazán nagy tiszteletben részesült. Az uralkodó, aki többször is látogatást tett nála, komolyan gondolhatta, amit a Clos Lucé kastély ajándékozásakor mondott: „Itt Leonardo, szabadon álmodhatsz, gondolkodhatsz és dolgozhatsz”. (Ici Léonard, tu seras libre de rêver, de penser et de travailler.) 

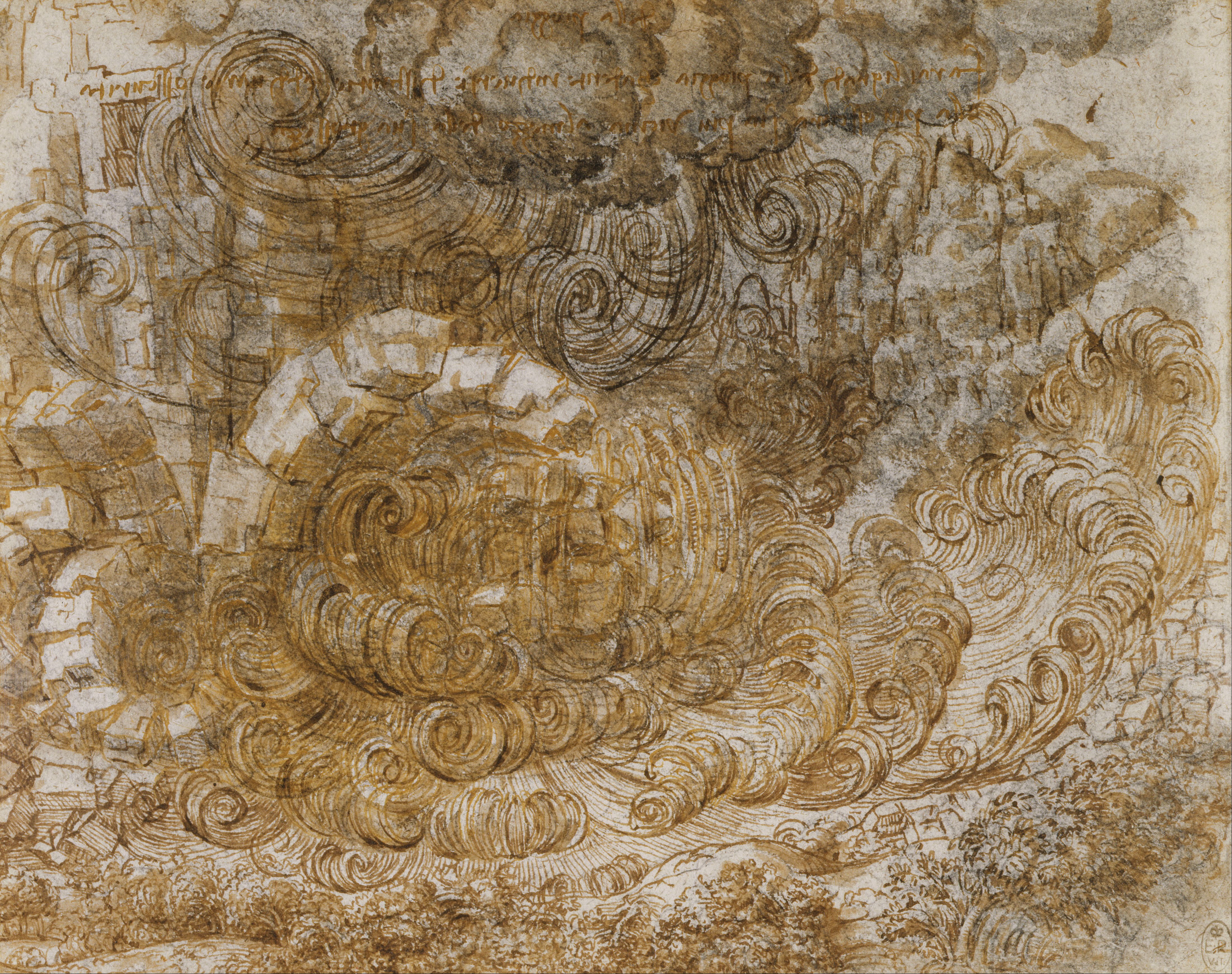
Az apokaliptikus özönvíz, amelyet élete vége felé rajzolt

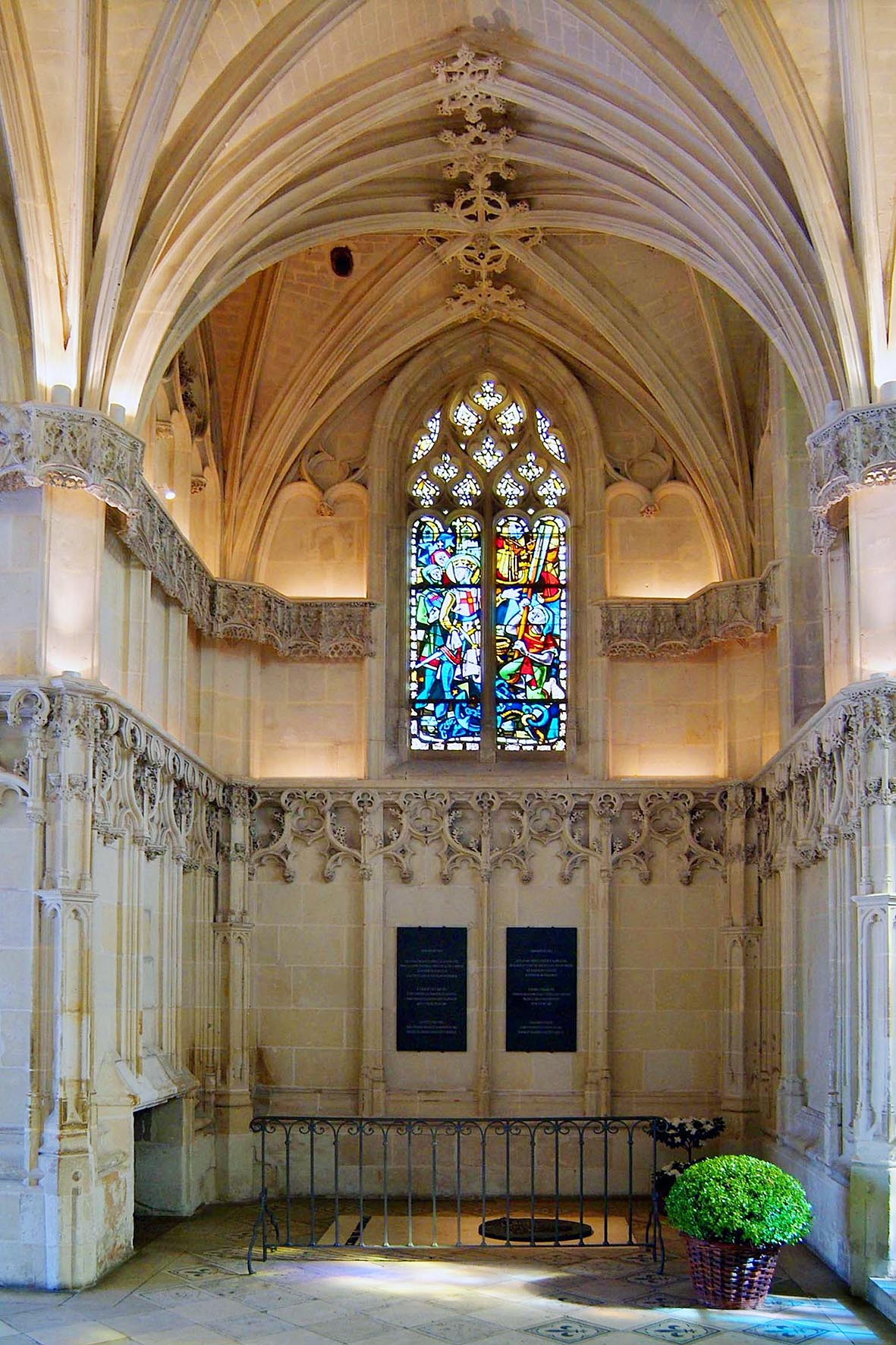
Sírja a Saint-Hubert-kápolnában, Amboise kastélyában

Ő tervezte Romorantin királyi palotáját, amelyet I. Ferenc édesanyja, Savoyai Lujza rezidenciájának szándékoztak felépíteni. A gondosan kidolgozott, az olasz—francia hagyományok vonásait ötvöző palota- és tájépítészet projektet azonban le kellett állítani, mert a régiót malária fenyegette.
Ezen túl csatornázással, zsilipek, malomszerkezetek, térképek rajzolásával foglalatoskodott – mindezt bal kézzel, mivel balkezes volt.
Franciaországban keveset festett, ideje nagy részét tudományos tanulmányainak, festészetről szóló értekezésének és néhány oldalas anatómiai értekezésének rendezésével és szerkesztésével töltötte. Az úgynevezett Víziók a világvégéről sorozatban (kb. 1517–18), amelyben az Apokaliptikus özönvíz rajzai is szerepelnek, elsöprő fantáziával ábrázolta a természetet uraló őserőket, miközben talán elárulta növekvő pesszimizmusát is.
Két évet töltött a királyi udvarban, majd 1519-ben megbetegedett. Április 23-án egy közjegyző és az elválaszthatatlan társ, Francesco Melzi jelenlétében elkészítette végrendeletét. Néhány nappal később, május 2-án halt meg az amboise-i Clos-Lucé kastélyban. 67 éves volt.
Hogy öröksége fennmaradhatott az utókor számára, az mindenekelőtt Francesco Melzinek, hűséges tanítványának és munkatársának köszönhető, aki a művész halála után a ráhagyott könyveket, kéziratokat, rajzokat és szerszámokat Milánóba vitte. Itt őrzik egy hegyikristály ládikában munkásságának leggazdagabb gyűjteményét, a Codex Atlanticust, melyet Pompeo Leoni állított össze.
Harminc évvel korábban mondta:
„Igen, ahogy egy jól eltöltött nap boldog alvást hoz, úgy a jól kihasznált élet boldog halált hoz.” 

## Magánélete
Annak ellenére, hogy több ezer oldalt hagyott hátra a jegyzetfüzeteiben és kézirataiban, alig hivatkozott magánéletére. Élete során nem esik szó feleségről vagy szeretőről.
A leírások alapján elbűvölő, társaságkedvelő, jóképű ember volt, így igen sok kapcsolatnak örvendhetett. 
A sok barátján túl Leonardo titokban tartotta magánéletét. Szexualitása szatírák, elemzések és spekulációk tárgya volt.
Sokak szerint homoszexuális volt. Amikor még tanítványként élt mestere, Verrocchio házában, több más fiatalemberrel együtt is megvádolták tiltott homoszexuális viszony folytatásával, de végül felmentették.
Egy mondata azonban inkább az aszexualitására utal: 
„A nemzés aktusa és minden, ami azzal kapcsolatos, oly visszataszító, hogy az emberiség kipusztulna, ha nem volna ez hagyományos szokás és nem volnának csinos arcok és érzéki természetek”. 
Azt is írta, hogy
„Az intellektuális szenvedély kiűzi az érzékiséget. Aki nem fékezi meg a kéjes vágyakat, az egy szintre kerül a vadállatokkal.” 
Nem hagyott semmiféle romantikus érdeklődésre utaló levelet, verset vagy naplót. Soha nem házasodott meg és nem állítható biztosan, hogy szexuálisan intim kapcsolata volt akár nővel, akár férfival. Ennek ellenére Raymond S. Stites művészettörténész felvetette, hogy romantikus kapcsolatban állhatott Cecilia Galleranival, aki a Hölgy hermelinnel című festményén jelenik meg.

## Leonardo, a tudós

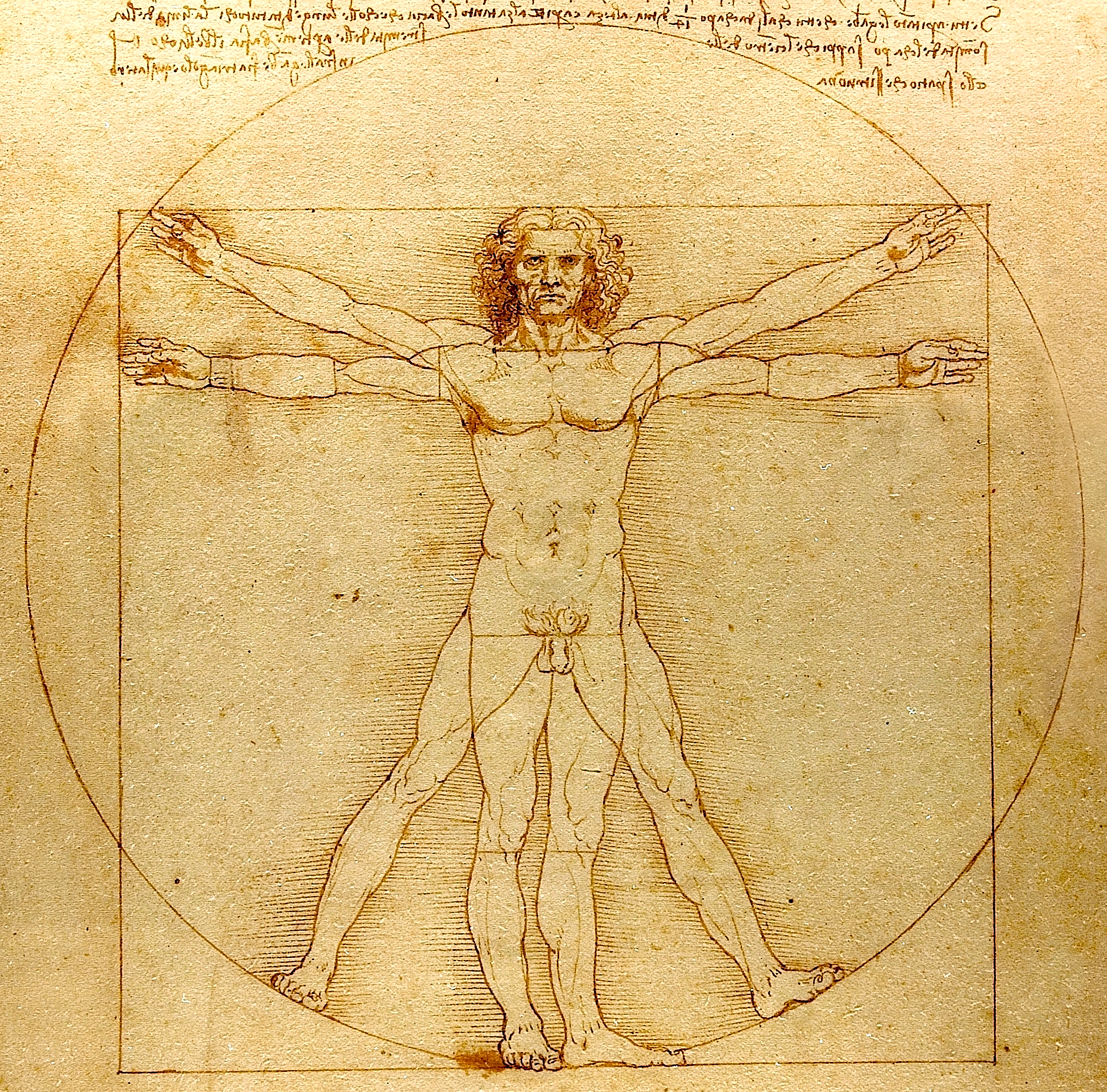
Az ún. Vitruvius-tanulmány „Az ember kinyújtott karjainak hossza megegyezik a magasságával. A haja tövétől az álla hegyéig terjedő szakasz egytizede a magasságnak; az álla hegyétől a feje tetejéig terjedő szakasz egynyolcada a magasságának; a mellkasa tetejétől a haja tövéig egyhetede az egész embernek.”

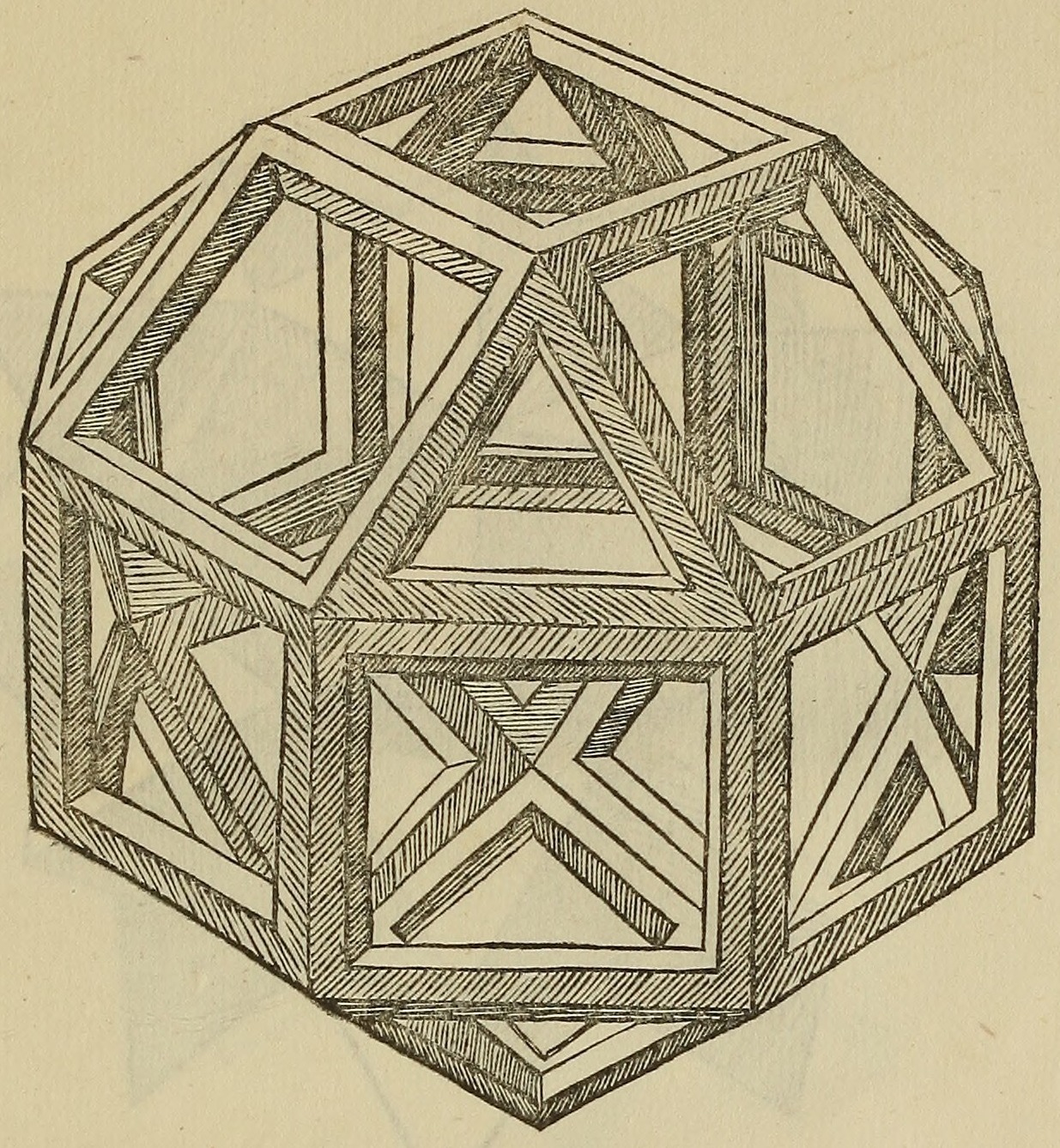
A Divina ratione („isteni arány”), egy matematikai könyv, amelyet Luca Pacioli írt és Leonardo da Vinci illusztrált és 1498-ban fejeződött be, majd 1509-ben nyomtatták ki

Leonardo tudományossága megfigyelésen alapult, egy jelenséget a lehető legrészletesebb leírásával és ábrázolásával próbált megérteni. Gondolata szerint az első igazság a természet közvetlen megtapasztalásából, a jelenségek megfigyeléséből származik: „sokkal érdemesebb tapasztalatot szerezni és nem más könyvszerzők tekintélyére hagyatkozni. Azok, akik más írók tekintélyére hivatkozva érvelnek, olyan nagyképűek, akik nem a sajátjuk, hanem mások munkájával vannak felöltözve”. A tudás a tapasztalat leánya!
Az ún. Vitruvius-tanulmány, amely az emberi test arányait tanulmányozza, egyetlen műben összekapcsolta a művészetet és a tudományt, amely a reneszánsz humanizmusban a makrokozmosz és a mikrokozmosz fogalmát képviseli.
Szülőfalujában a művészet kedvéért behatóan tanulmányozta a természeti környezetet. Számos értékes megfigyelése alapján több tudományág is legjelentősebb előfutárai között tartja számon. Így például felismerte a földkéreg függőleges mozgásait és azt, hogy a földtörténeti múlt számos eseményére következtethetünk az ősmaradványok vizsgálatából. Az elsők között értette meg, mik azok a kövületek és miért találnak tengeri kövületeket a hegyek tetején. Ellentétben azzal, amit addig hittek, vagyis hogy az egyetemes vízözön bizonyítéka, a bibliai eseménykövetkezménye, amely szerint az egész Föld víz alá került; arra a következtetésre jutott, hogy a kövületek hegytetőre kerülésének oka, hogy a hegytetők egykor tengerfenékek voltak. Nagyon eredeti érveléssel, a következtetése meglepően helyes volt.
„Ami valamikor tengerfenék volt, most hegycsúcsként emelkedik a magasba – írta. – Erről tanúskodnak a tengeri kagylóhéjak, osztrigák és korallok, amelyeket most a hegyek csúcsán találunk.”
A fosszíliákról szóló jegyzetfüzetében található írásokat a korai őslénytanra befolyásosnak tartották.
Milánóban a művészi emberábrázolás tökéletesítésének szándékával fogott bele a tudományos igényű boncolásba. Látta, hogy az emberi viselkedés hűséges ábrázolásához nélkülözhetetlen annak a belső életnek a teljes ismerete, ami alapvetően meghatározza a külső megjelenést.
A perspektíváról, festészetről alkotott tudományos írásait nem gyűjtötte össze, mint ahogy a filozófiáról, az anatómiáról szóló munkáinak kiadása is csak terv maradt.
A botanikában is fontos megfigyeléseket tett: ő volt az első, aki észrevette, hogy a levelek nem véletlenül helyezkednek el az ágakon, hanem a matematikai törvények szerint (ezt csak három évszázaddal később fogalmazták meg). Felfedezte, hogy a fatörzsekben lévő gyűrűk a növény korát jelzik. Ezt Marcello Malpighi több mint egy évszázaddal később erősítette meg.
Hozzájárult szinte minden tudományághoz: még a csillagászatban is voltak alapvető megfigyelései, a csillagok csillogását illetően, a Földről, a Holdról, a Nap központi helyéről vagy épp a Nap melegéről. A bolygókat olyan mágnesekhez hasonlította, amelyek vonzzák egymást, így nagyon jól megmagyarázta a gravitációs kölcsönhatást. Éles megfigyeléseit számos területen feljegyezték, például amikor azt írta: „Il sole non si move” (A Nap nem mozog.) 
Másfelől kidolgozott egy új, a hagyományos vallási előírásokat is kielégítő jelképrendszert: hogy az Atyára mindig valamely szent mutat rá, aki Őt láthatja. A Szentlélek galamb ábrázolása helyett pedig szintén valamely szentet mutat be, akit a Biblia szerint „betöltött”. Emiatt látható az Utolsó vacsorán Jézus jobbján Szent Erzsébet, akit a Szentlélek elsőként töltött be, és most tudatában fiának, Keresztelő Jánosnak már bekövetkezett, valamint Jézus várható szomorú sorsában — behunyt szemmel zokog. Szent Erzsébet, Jézus, és közöttük a pillér – mint az Atya ősi jelképe a Szentháromság máig ismeretlen, meg nem értett megjelenítése.
További felfedezése a szellemi és a valós világok különválasztása – a szellemi világban a szenteket pl. nem jelöli glóriával. Számos más, érdekes megoldást alkalmazott pl. az idő körforgásának bemutatására, de ezt meg nem értve, el nem fogadva, elfelejtették.

## Leonardo, a mérnök és feltaláló

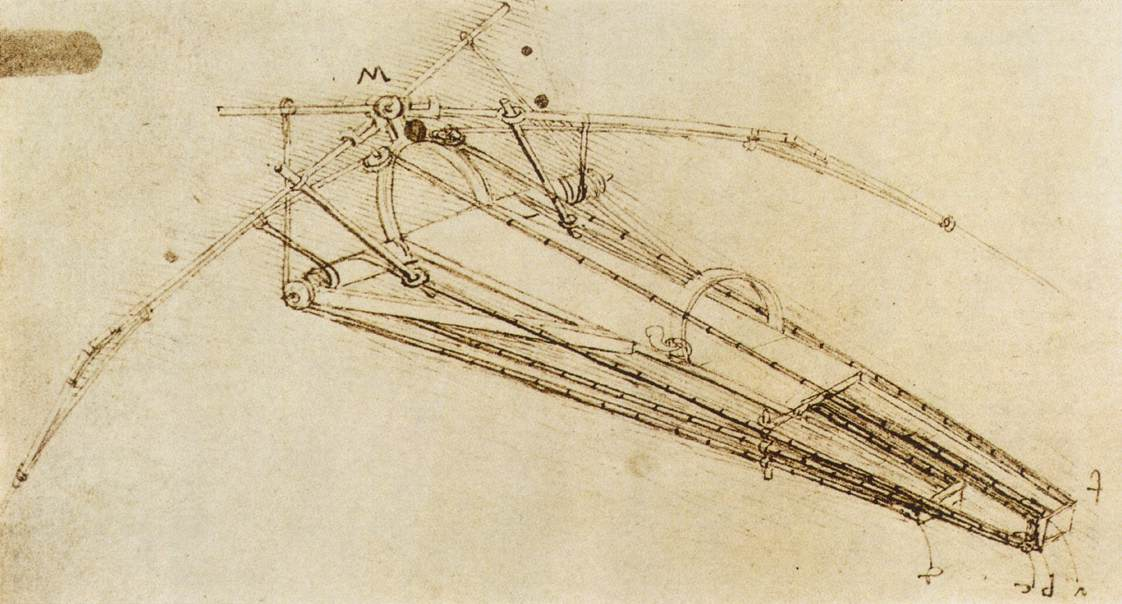
Repülőgép terve 1488 körül, a madarak repüléséről szóló jegyzetében jelent meg

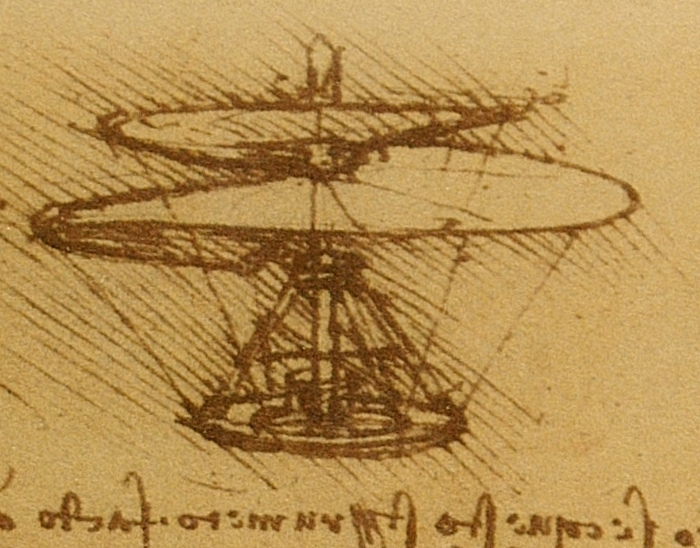
Helikopterre emlékeztető légcsavaros jármű (1489 körül, a Codex Atlanticusban)

Élete során mérnökként is tevékenykedett. Sok gépet és eszközt tanulmányozott és tervezett ugyanazzal a racionális és analitikus megközelítéssel, amely az anatómia vizsgálatára indította. Páratlan mesteri tudással rajzolta meg „anatómiájukat”, elkészítve a modern műszaki rajz első formáját. A jegyzeteiben összegyűjtött tanulmányok és projektek több mint 5000 oldalt töltenek ki.
1482-ben Milánó urának, Ludovico il Morónak szóló levelében írta, hogy mindenféle gépet tud alkotni város védelmére és ostromára egyaránt. Amikor 1499-ben Milánóból Velencébe menekült, mérnökként kapott állást, és mozgatható barikádrendszert dolgozott ki, hogy megvédje a várost a támadásoktól.
Az 1480-as években az optika és a vonalperspektíva foglalkoztatta. Ahogy növekedett tudása, egyre több minden érdekelte. 1500 körül a csatornaépítés, a folyószabályozás, az öntözőrendszerek, a víztározók és hidak legkeresettebb szakértőjének számított. Sikerét jelentősen gyarapították a munka termelékenységét növelő, a költségeket csökkentő berendezései – a csatornák építéséhez például vízkiemelő szerkezetet tervezett.
1502-ben megalkotta az Arno folyó elterelésére szolgáló tervet, amelyen Niccolò Machiavelli is dolgozott.
1514-ben alapos tanulmányokat készített a Róma környéki mocsarak kiszárítására, ezekből azonban semmi sem valósult meg.
Élete nagy részében lenyűgözte a repülés jelensége, számos tanulmányt készített, köztük a madarak röptéről (1505 körül), valamint több repülő gép modelljét is lerajzolta.
A saját korát messzemenően megelőzve fogant meg ötletekkel.
Ő találta fel az első ejtőernyőt. (Amikor jóval később, 1783-ban, az első léggömbök bevezetésekor újra feltalálták az ejtőernyőt, a feltalálás elsőbbségéért heves viták folytak.)
Feltalálta a „páncélozott harcjárművet”, a helikopter előzményét, a „spirálkoptert”, a koncentrált napenergia felhasználását, a lemeztektonika kezdetleges elméletét, a kettős hajótest módszerét.
Az önjáró kocsi  vagy szekér egyike volt azon találmányainak, amelyeket a modern autók ősének tartanak. A háromkerekű kocsiját laprugók hajtották, kormányzási és fékezőképességgel is rendelkezett. Amikor a féket elengedték, az autó előrehajtott. Leonardo terve annyira megelőzte korát, hogy mivel nem igazán értették a pontos működését, egészen a 20. század végéig zavarba hozta a tudósokat. 2006-ban aztán az olaszországi Firenzei Tudománytörténeti Intézet és Múzeum egy modellt épített a terve alapján, és sokak meglepetésére a kocsi valóban működött.

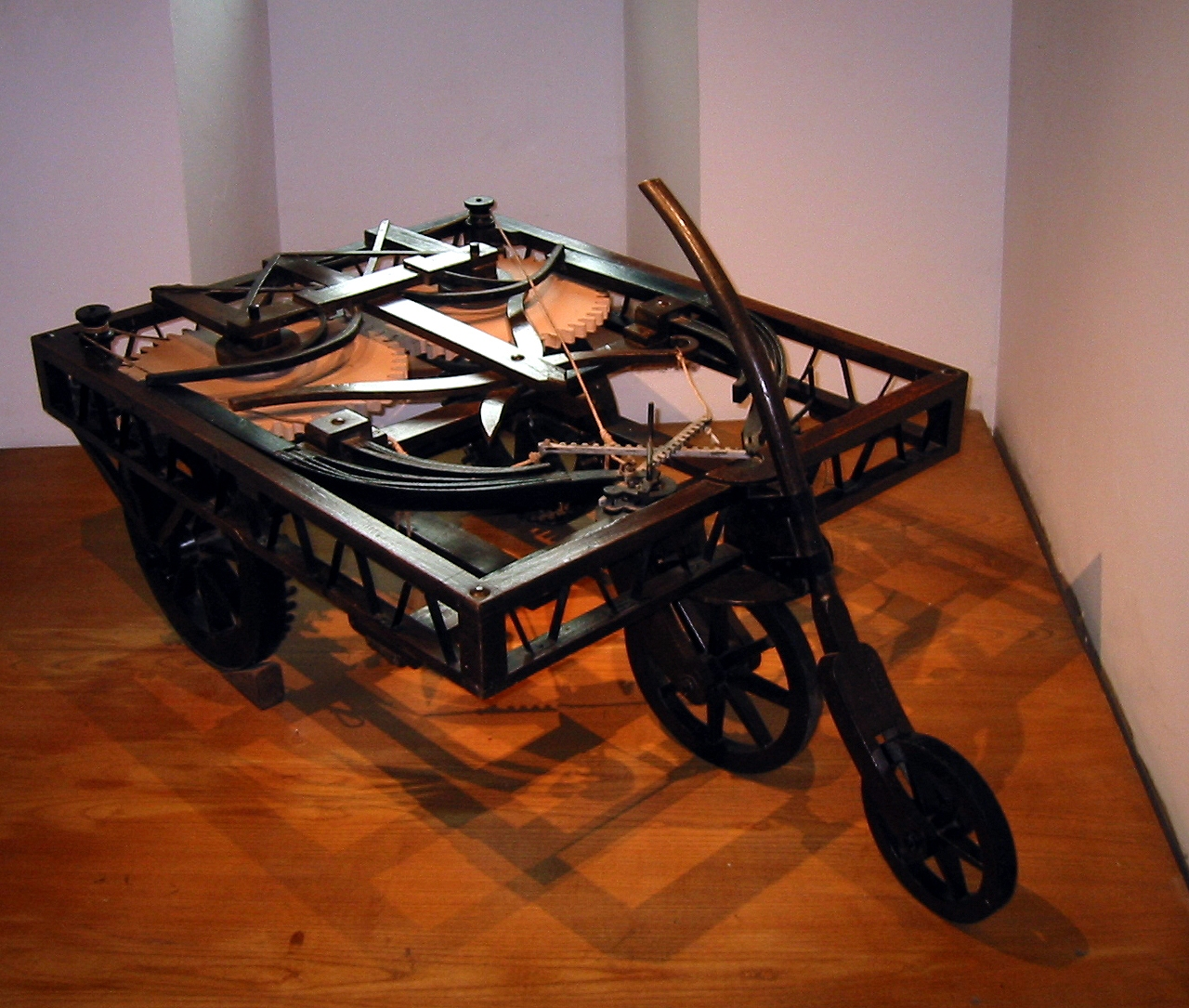
Önjáró kocsijának mása a Clos Lucé-múzeumban
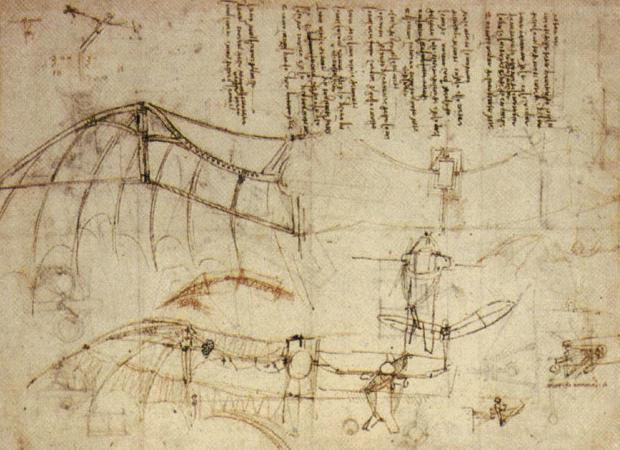
Repülőszerkezet-tanulmány
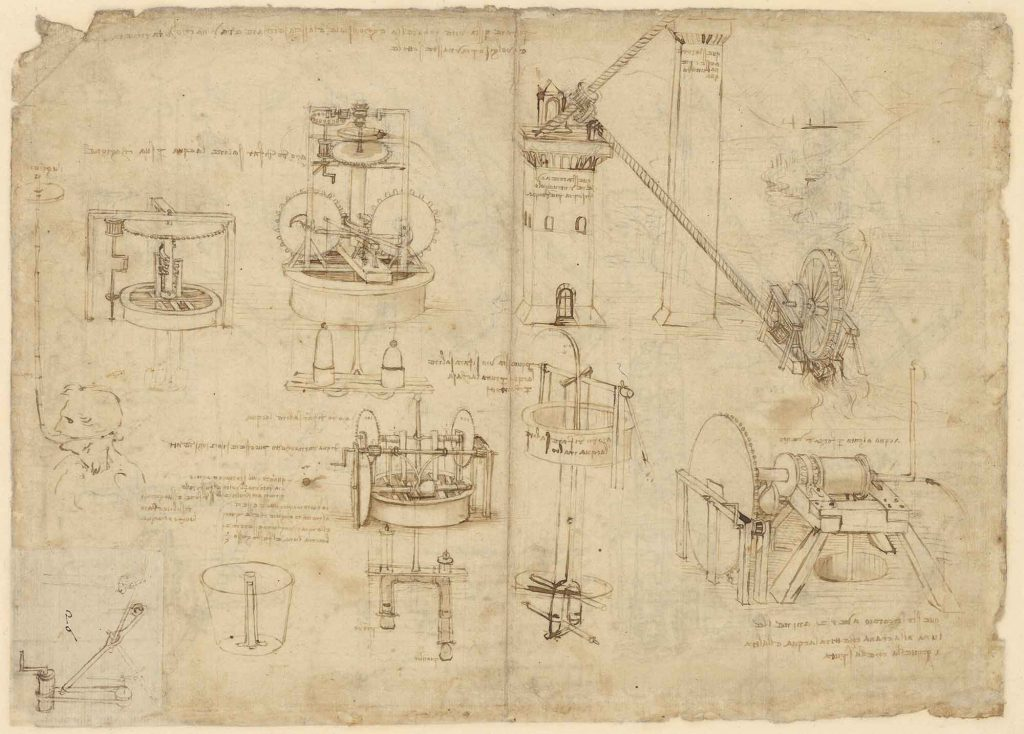
Különféle hidraulikus gépek
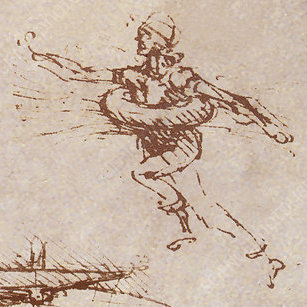
Vázlat egy mentőövről
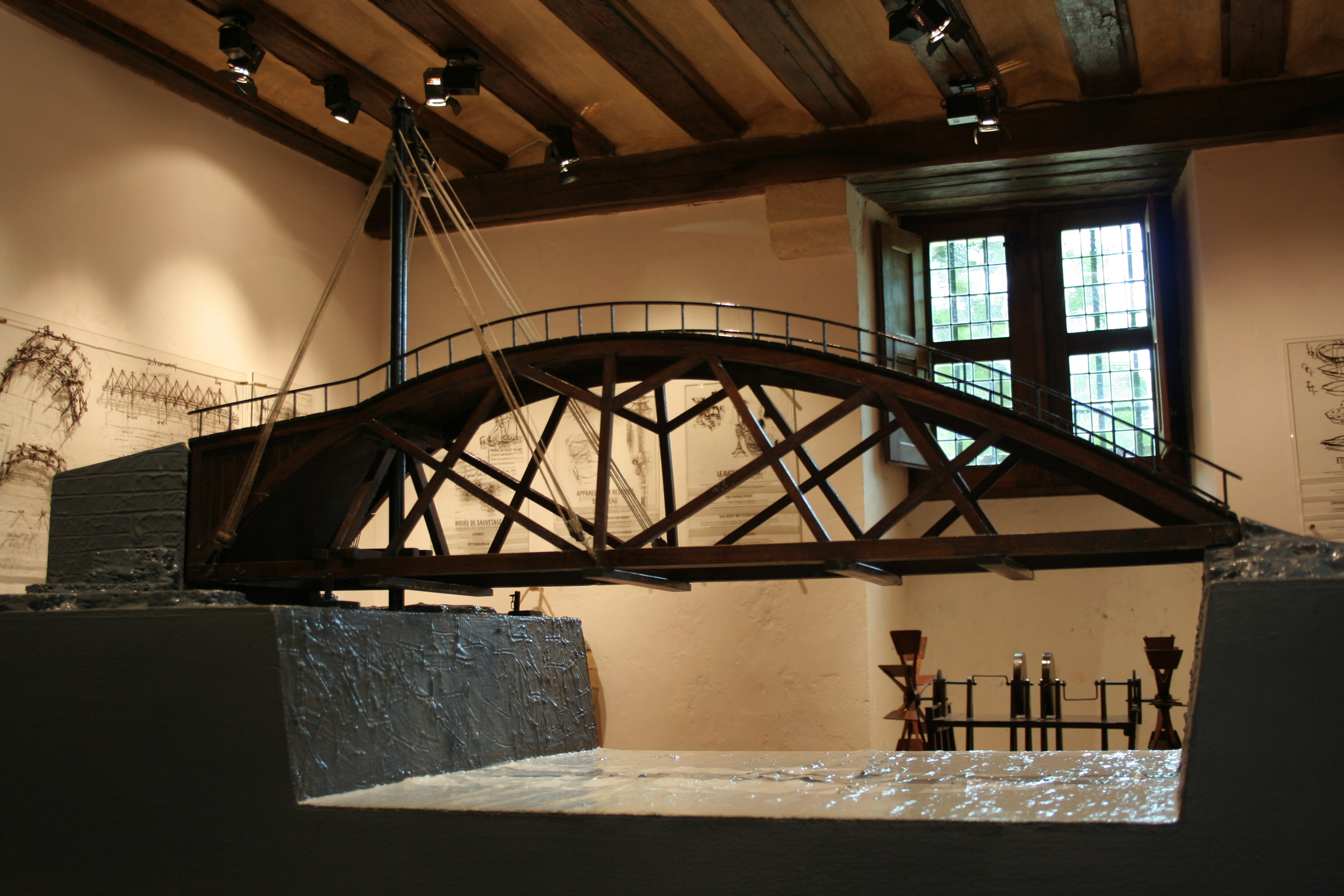
Hídmodellje az amboise-i Clos Lucé múzeumban

### Hadmérnökként

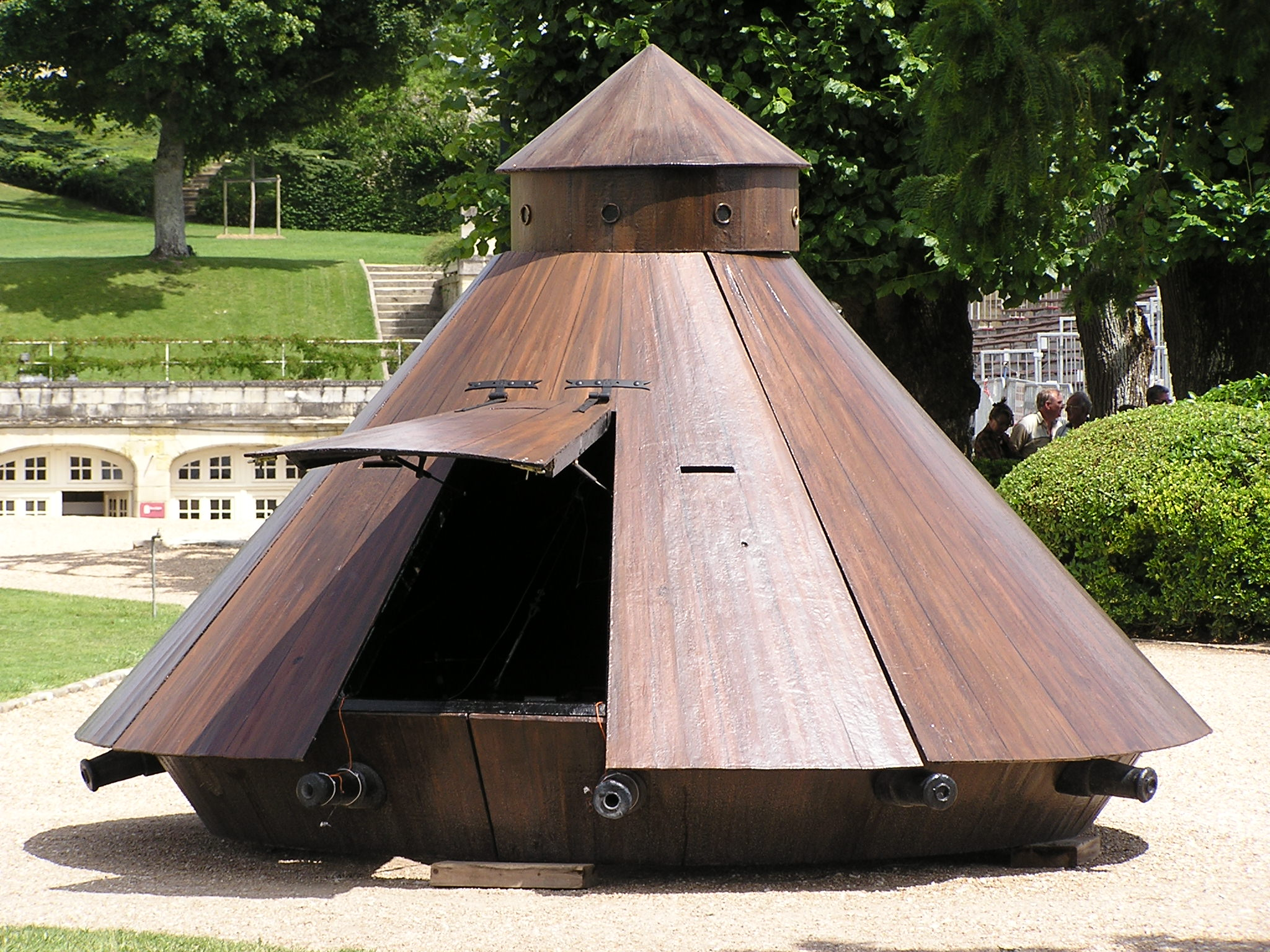
Harckocsi Leonardo tervei alapján…
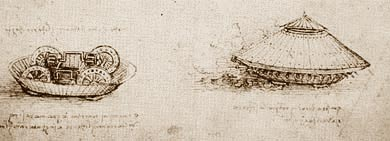
…és a tervek hozzá
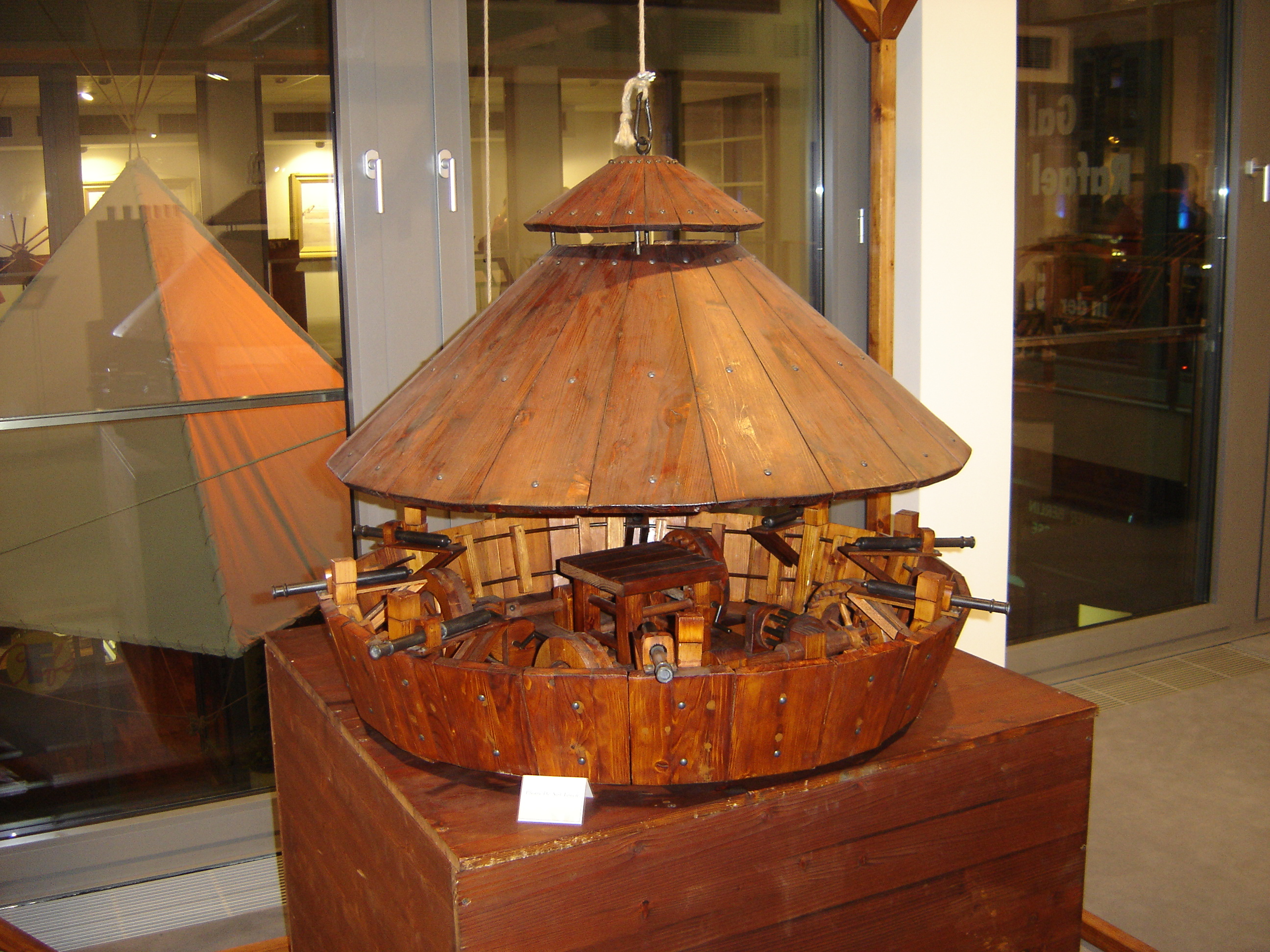
…s azok alapján készült mai modell
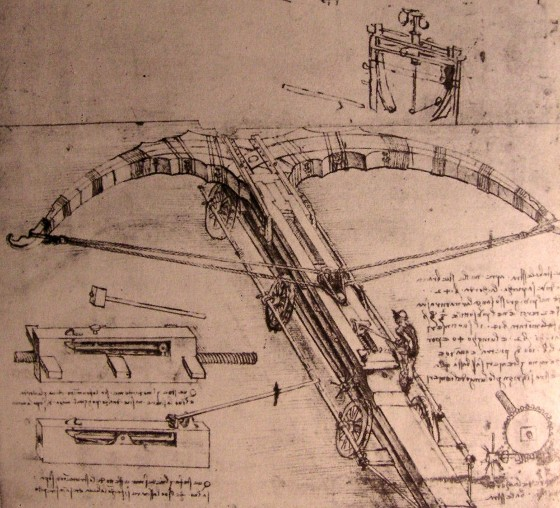
Hatalmas számszeríja

1482 körül egy milánói udvari állás reményében írt levelében az akkor harmincéves Leonardo úgy mutatva be magát az Il Morónak is nevezett Ludovico Sforza hercegnek mint eszményi tanácsadót háborús években, az alagút- és csatornaépítés szakértőjét, puskák és ostromgépek feltalálóját. A levél végén mellékesen megemlítette, hogy békeidőben festőművészettel és szobrászattal is szokott foglalkozni, és főként jól tudja, hogyan kell önteni bronz lovas szobrot, amit a herceg apjának, Francescónak emlékére akar felállíttatni.
Az ajánlkozó levél sikeresnek bizonyult: Leonardo elnyerte a milánói udvar művészének és mérnökének állását. A hivatallal járó kötelmei (színházi díszletek és jelmezek tervezése, csatornázás stb.) csak ideje kis részét töltötték ki. Tudományos kísérletei alapján új eljárásokat fejlesztett ki. Számos kéziratából egyet sem dolgozott ki kiadásra alkalmas szintig, így ezek tartalma évszázadokig rejtve maradt: Leonardo felismeréseinek zömét újra fel kellett fedezni, és más kutatók szereztek hírnevet a természet olyan törvényeinek kiderítésével, amelyeket ő már felfedezett.
Számszeríjterve egyike volt a tervezett lövöldözőfegyvereinek, amelyek a Codex Atlanticusban találhatók. Az egyik híressé lett az óriás számszeríj  (Balestra Gigante), amelyet ostromfegyvernek szántak.

### Építészként

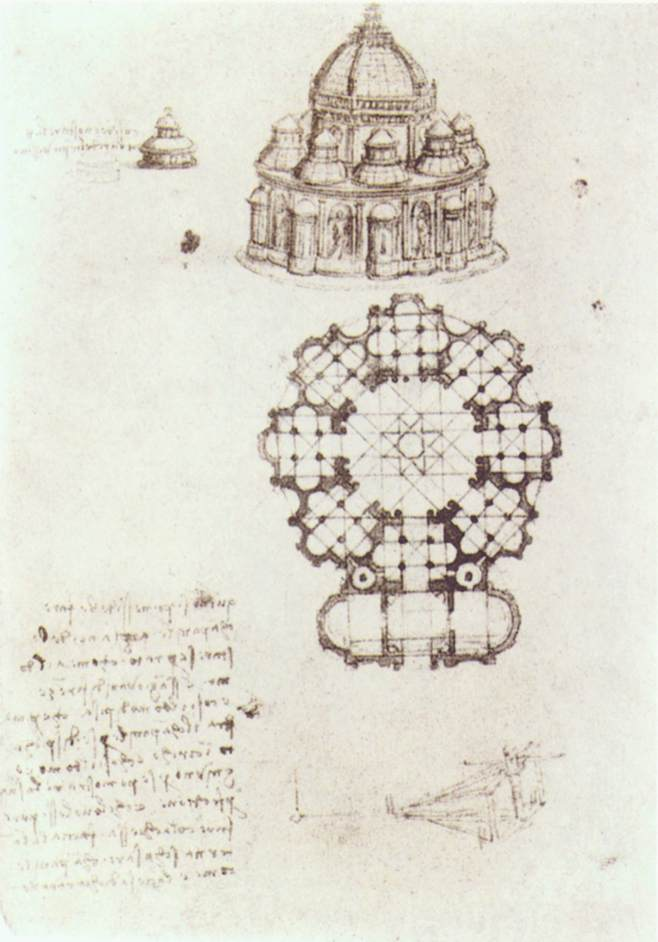
Tanulmányok a centrális elrendezésű templomhoz

Leonardo a tudomány embere volt, aki kreatívan közelítette meg a problémákat, és ennek eredményeként építészeti rajzokat is készített. Számos vázlata maradt fenn, ezek közül többet mások meg is építettek, de mindig módosításokkal, így egyetlen fennmaradt épület sem tulajdonítható neki.
Épületeket, hidakat, kastélyokat és katedrálisokat rajzolt, vázlatai pedig olyan elemek bonyolult részleteit tartalmazták, mint az ajtók, ablakok, lépcsőházak és sétányok. Még egész városok terveit is megrajzolta.
Játszott a fényekkel és az árnyékokkal, és ezzel illúziókat keltett. Csábító szerkezeteket tervezett, amelyek drámát keltenek azáltal, hogy az építészeti tereket vagy elemeket részben elrejtik.
Nem kétséges, hogy Da Vinci munkáinak nagy része, szakterülettől függetlenül, megelőzte korát. Körülbelül 500 évvel ezelőtt, már a reneszánsz korban átfogó tervet készített egy ideális városról. Ennek néhány jellemzője a szintkülönbségek, a földalatti szennyvízvezetékek, a csatornarendszerek, valamint a gyalogosok számára külön sétányok, a kereskedelmi és közlekedési területek.

## Leonardo, az anatómus

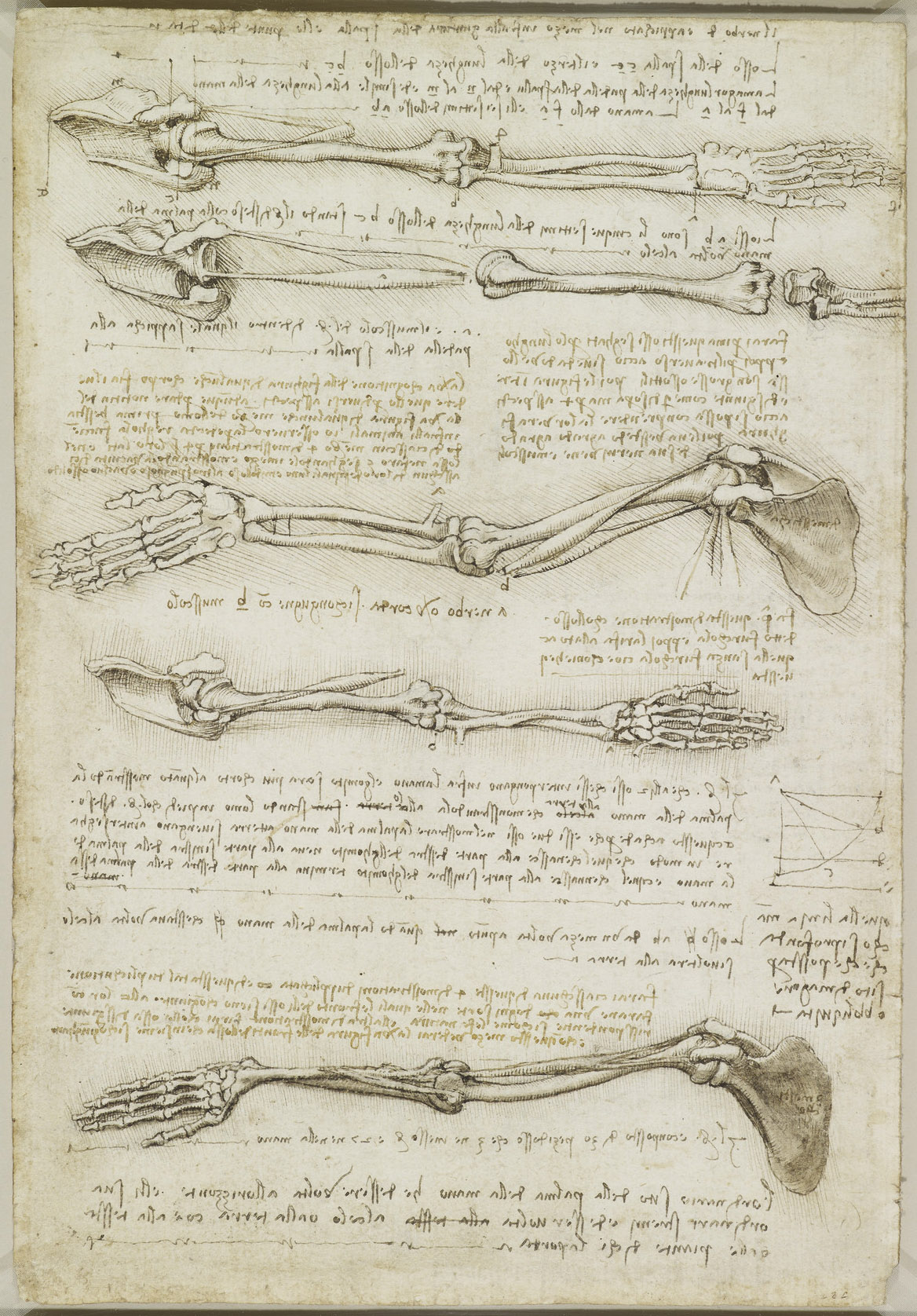
Tanulmány az emberi kézről

A sok tudományág között, amelyeknek Leonardo da Vinci figyelmét szentelte, kétségtelenül kiváltságos helyet foglal el az emberi anatómia. A kielégíthetetlen vágy, hogy mindent megtudjon, megértsen, arra késztette, hogy az emberi testben is mindent felfedezzen. Elbűvölte az emberi test, amely tökéletes „gépként” sokkal bonyolultabb, mint a fogaskerekekből készült gépek. Meg akarta érteni, mi van belül, hogyan működik. Emiatt először Milánóban a 15. század végén, majd Firenzében a 16. század elején titokban hullaházakba járt és ollóval és szikével feldarabolta a holttesteket (legalább harmincat).
Három különböző időszakban tanult anatómiát: Milánóban, 1480 és 1490 között foglalkozott vele, különös tekintettel az izmokra és a csontokra , művészi tevékenysége függvényében; ezt követően Firenzében 1502 és 1507 között elsősorban a test mechanikájával foglalkozott, végül 1508 és 1513 között Milánóban és Rómában a belső szervek és a vérkeringés tanulmányozása iránt érdeklődött.
Anatómiai rajzai közül a leglátványosabbak és leglenyűgözőbbek a születés előtti magzatot ábrázoló képek: teljesen új képek voltak a korában, és természetesen sokkolóak.
A szemet is tanulmányozta, hogy megértse, hogyan működik a háromdimenziós látás. Megfőzött egy ökörszemet, hogy felvágja és megnézze, mi van benne. Így fedezte fel a retinát és a látóideget és ezekről a megfigyelésekről beszámolt a rajzaiban.
Az emberi test a művészetekre tett hatását és arányait a Vitruvius-tanulmány munkájában foglalta össze. Továbbá az emberi test felépítésének feltárásában is úttörő szerepe volt. Gyakran végzett – akkoriban az egyház által tiltott – boncolásokat is.
Amint azt első emberi anatómiai ábrázolásai mutatják, kezdetben átvette a quattrocento ókori, középkori örökségét, azaz elődei tudásának örökségét, amelyek a hagyományos hiedelmeket, az állatok boncolásaiból származó megfigyeléseket és a tiszta spekulációt ötvözik. Ilyen az 1480-as évek második felében az emberi érrendszerről és a hozzájuk kapcsolódó főbb szervekről készült rajza. Gyakran nem tudott elhatárolódni korának tudományos elméleteitől, újító felfedezéseit igyekezett összeegyeztetni korának tudásával és hagyományával.

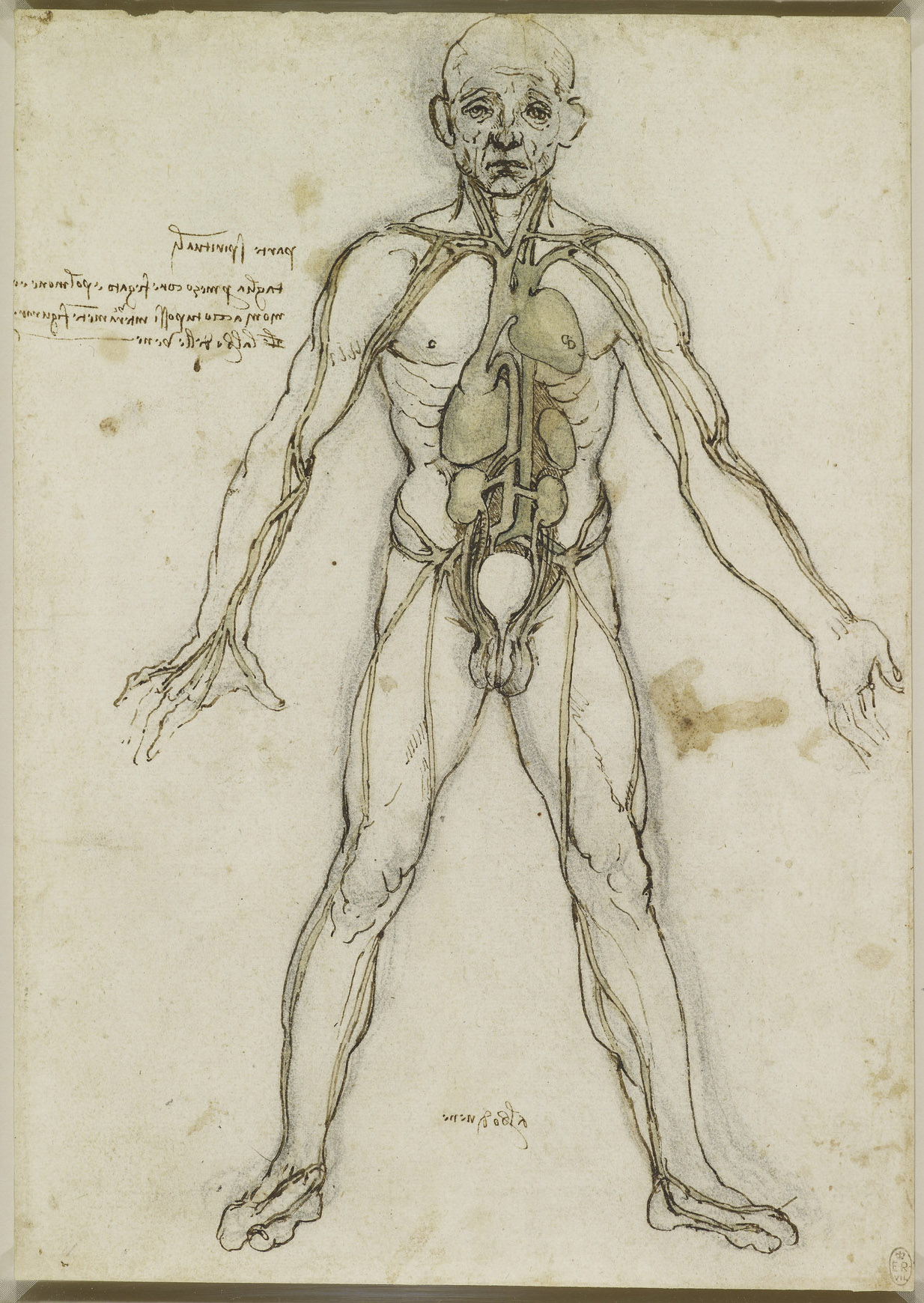
Egyik korai anatómiai rajza az érrendszerről és a hozzájuk kapcsolódó főbb szervekről (1485-90 k.) [megj. 3]
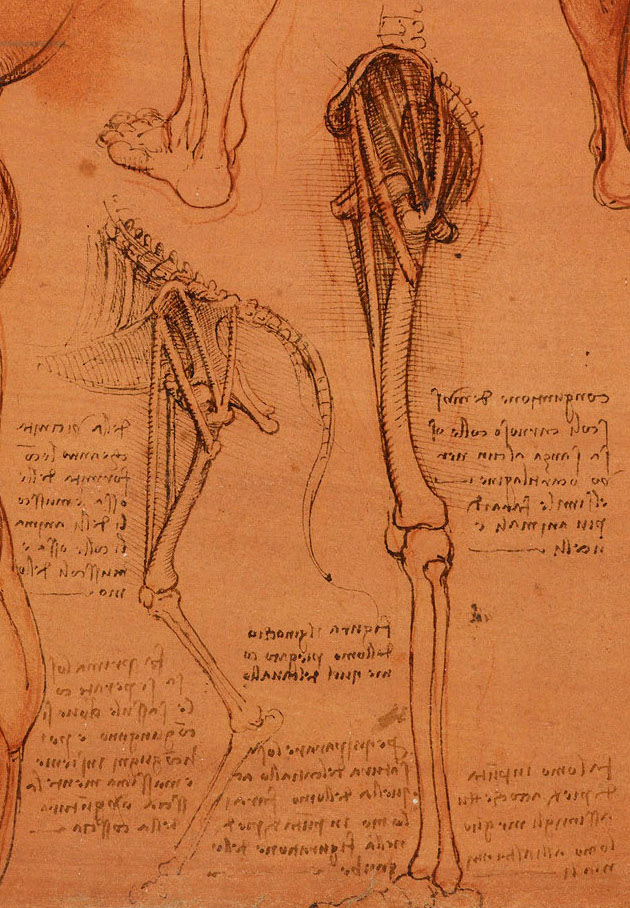
Az ember és a kutya lábának összehasonlítása (15–16. sz. fordulója)
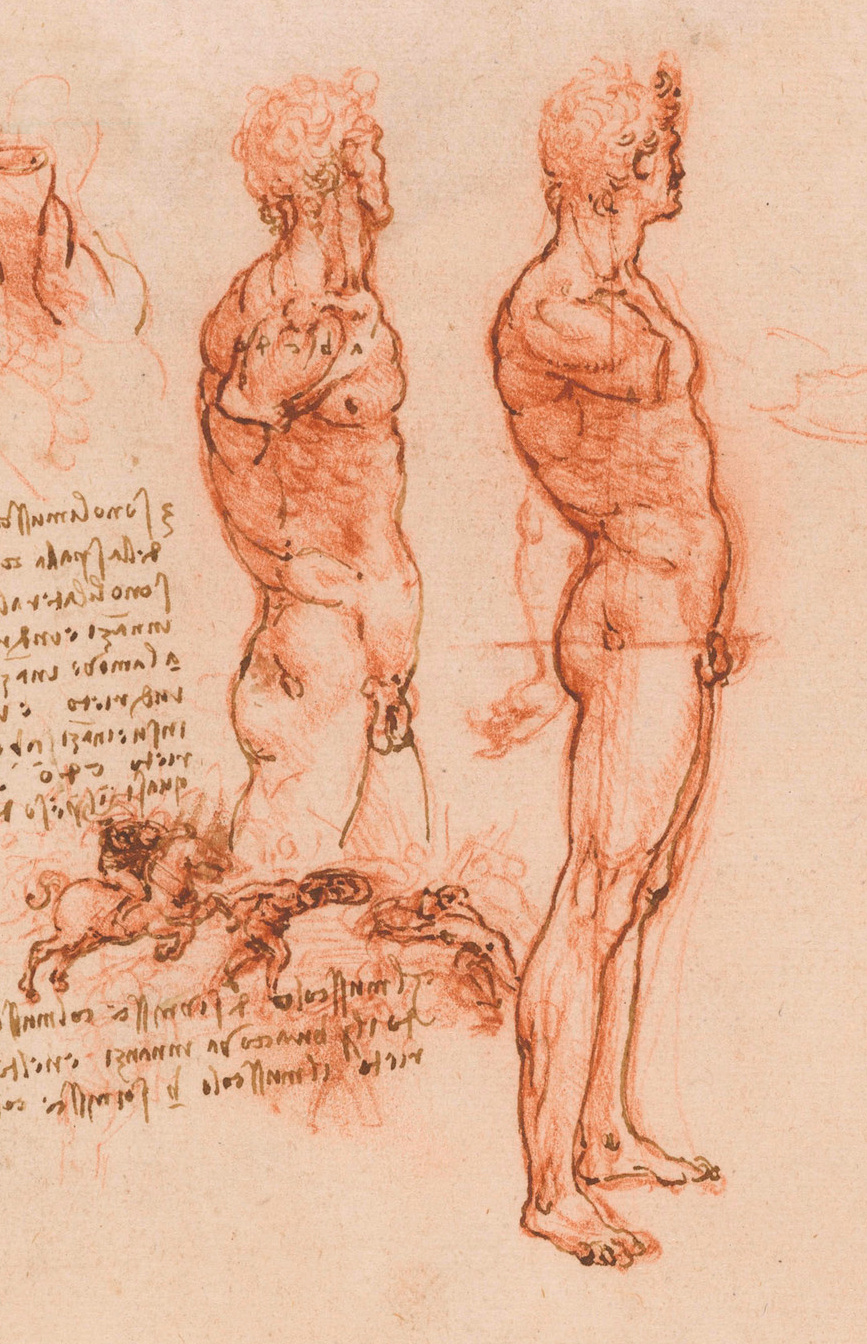
A férfi külső részének tanulmánya (1504-1506 körül)
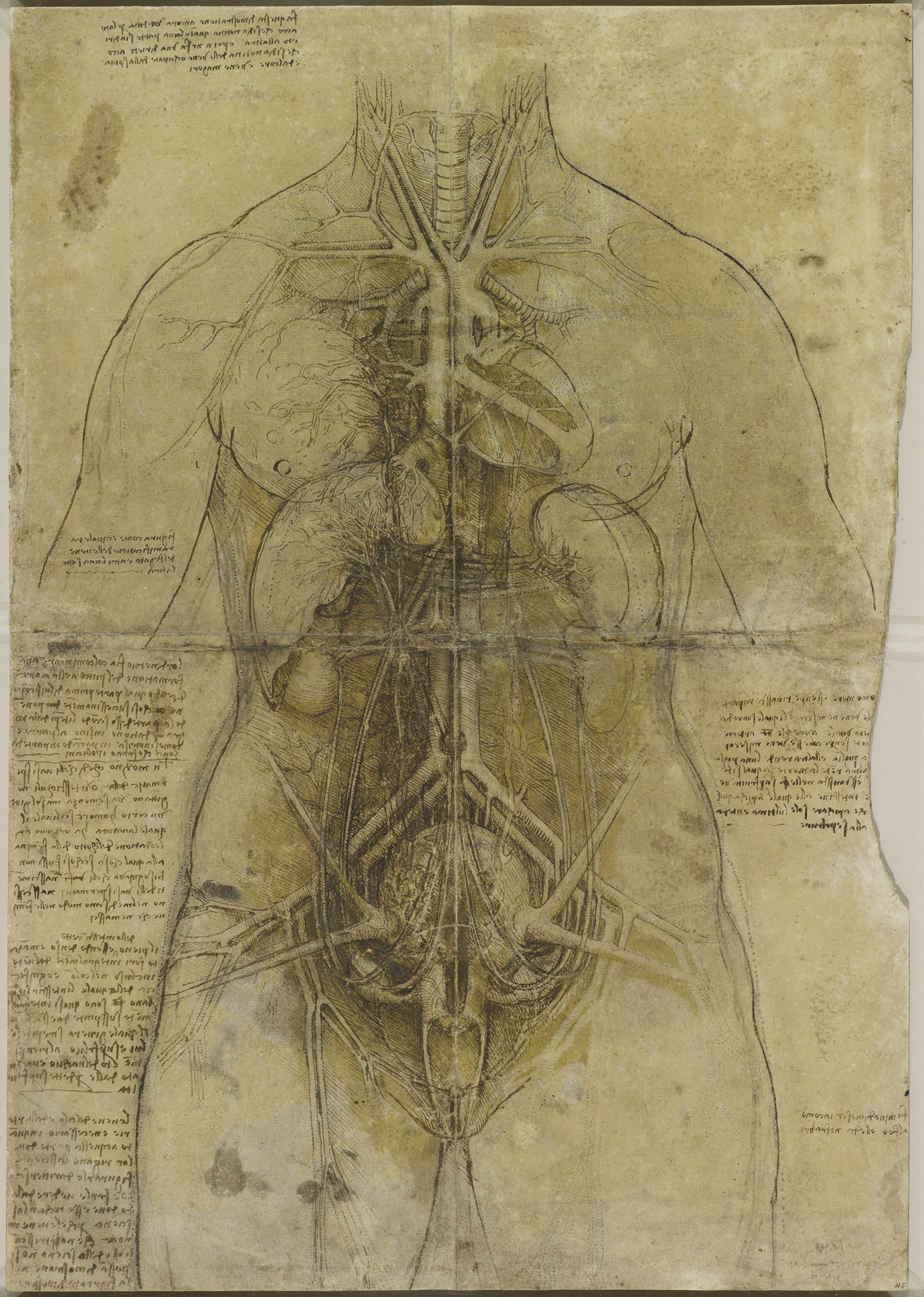
A nő szív- és érrendszere és főbb szervei (kb. 1509-1510)
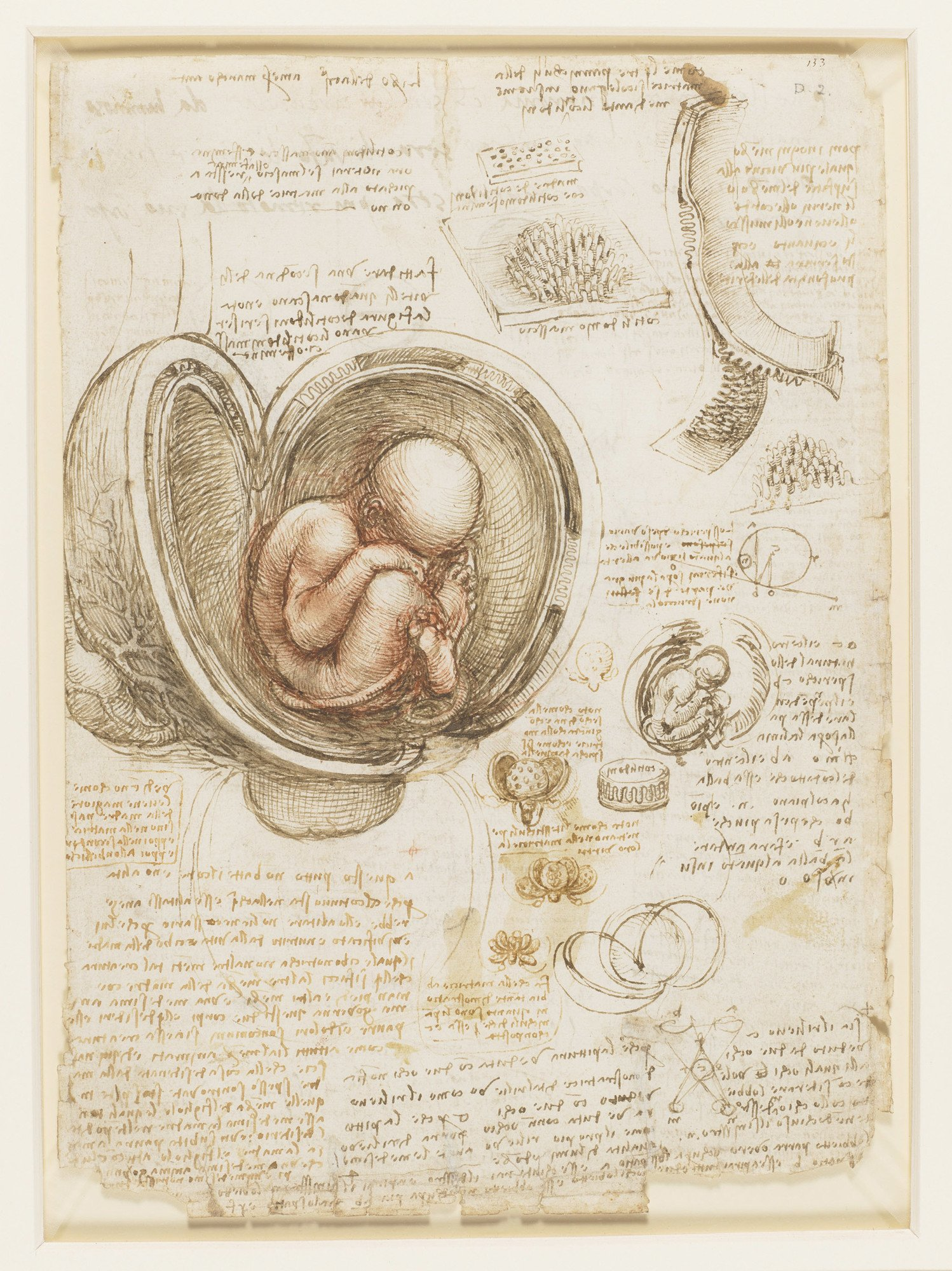
Tanulmányok a méhben lévő magzatról (1511 körül), The Royal Collection, London

## Leonardo, a zenész

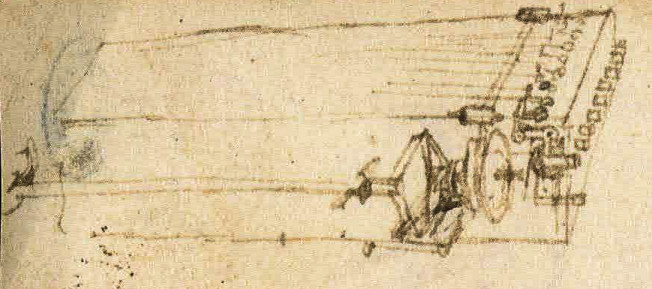
Az általa tervezett orgona-brácsa

Leonardo a zenéhez is értett, lanton játszott, sőt emellett újfajta lantot konstruált.
Nevéhez fűződnek a vonósklaviatúrával való legrégebbi kísérletezések.
Az orgona-brácsa  egy általa tervezett hangszer. A projektet a Codex Atlanticus ismerteti. Néha tévesen csembalóbrácsának nevezik, ami viszont egy másik hangszer. Az első ismert hangszer, amelyet Leonardo koncepciója alapján készítettek, Hans Heyden 1575-ös vonós zongorája. Bár a koncepció ugyanaz, a kialakítás nagyon eltérő; a hangszer változatai többé-kevésbé Heyden tervezésén alapultak.
Tervezői rajzai tulajdonképpen több tanulmányt tartalmaznak a dobokhoz, fúvós hangszerekhez, hegedűkhöz, fuvolákhoz és dudákhoz.
A zenéről szóló írásai jegyzeteiben és a Paragone (A művészetek összehasonlítása) munkájában maradtak fenn.

## Leonardo, a festő
Annak ellenére, hogy Leonardót napjainkban tudósként és feltalálóként is csodálják, hírneve többszáz éven át a festői teljesítményén nyugodott. Sok művet, amelyeket neki tulajdonítanak, a nagy remekművek közé soroltak. Ezek a festmények számos olyan tulajdonságukról híresek, amelyeket sokat utánoztak és hosszan vitatták az ínyencek és a kritikusok. Az 1490-es években Leonardót már „isteni” festőként jellemezték.

### Híresebb festményei

Az angyali üdvözlet, egyik korai festménye

- Az utolsó vacsora (1495–1497 – a Santa Maria delle Grazie kolostor refektóriumának faliképe)
- Angyali üdvözlet(wd)  (1472–1475 körül – Firenze, Uffizi képtár)
- Női portré (Ginevra de Benzi, 1474–76 – Washington, National Gallery of Art)
- Madonna Benois(wd) (Madonna virággal)  (1475–1478 – Szentpétervár, Ermitázs)
- Szegfűs Madonna  (1478–1481)
- Háromkirályok imádása  (1481(80?)–82 – Firenze, Uffizi képtár)
- Szent Jeromos  (1480 körül, befejezetlen – Róma, Vatikáni Képtár)
- Sziklás Madonna – első változat  (1483–1486 – Párizs, Louvre)
- Sziklás Madonna – második változat  (1503–1506 – London, National Gallery)
- Hölgy hermelinnel  (1485–1490 – Krakkó, Czartoryski Múzeum)
- Zenész képmása  (1490 – Milánó, Palazzo dell’Ambrosiana)
- Női képmás (1490 – Milánó, Palazzo dell’Ambrosiana)
- Madonna Litta (Madonna és a gyermek Jézus)  (1490–1491)
- Salvator Mundi (1500 körül, Louvre Abu Dhabi) – minden idők legdrágább festménye
- Mona Lisa (1503–1506 – Párizs, Louvre)
- Szent Anna harmadmagával  (1508–1510 – Párizs, Louvre)
- Keresztelő Szent János (1513–1516)

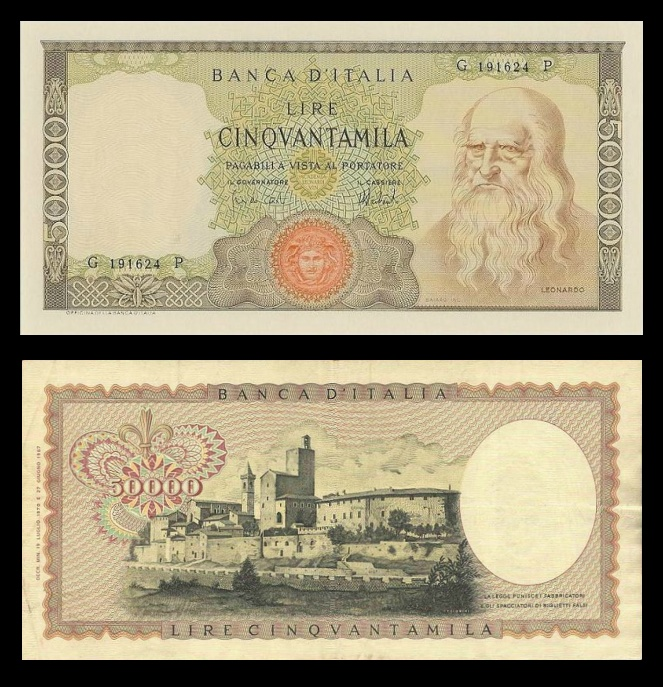
Az olasz jegybank, a Banca d'Italia 1967-es sorozatú 50 000 lírás bankjegye Leonardo da Vinci portréjával

Számos, fontos műve maradt befejezetlen, vagy ment tönkre:
- A háromkirályok imádása
- Sziklás Madonna
- Anghiari csata
- Zenész képmása
- Francesco Sforza lovasszobra
- Léda és a hattyú (1510–15)

## Művei magyarul
- Leonardo da Vinci meséi, ford., bev. Tasnádi Kubacska András, s. n., Budapest, 1943
- Válogatott írások, szerk., ford., bev.: Kardos Tibor, Művelt Nép, Budapest, 1953 (Filozófiai kiskönyvtár)
- Tudomány és művészet. Válogatás Leonardo da Vinci művészeti írásaiból, vál., ford., tan., jegyz.: Kardos Tibor, Magyar Helikon, Budapest, 1960
- A festészetről, ford., jegyz.: Gulyás Dénes, bev.: Boskovits Miklós, Corvina, Budapest, 1967, (A művészettörténet forrásai)
- Válogatott írások – Ízelítő a polihisztor életművéből, vál.: Csorba F László, ford.: Krivácsi Anikó, Typotex, Budapest, 2002
- Leonardo da Vinci mester, firenzei festő és szobrász könyve a festészetről, ford., jegyz.: Gulyás Dénes; Lectum, Szeged, 2005
- Leonardo da Vinci meséi, ford.: Szálinger Balázs, Vox Nova Produkció, Budapest, 2010
- Aforizmák és rajzok, ford.: Krivácsi Anikó, Kossuth, Budapest, 2014 ISBN 9789630979153